# Saba (Países Bajos)
Saba (en neerlandés: Saba, pronunciado /ˈsaːbaː/ⓘ, también Openbaar lichaam Saba, Entidad pública de Saba; en inglés: Saba, pronunciado /ˈsebə/ (escucharⓘ)) es una isla de las Antillas Menores (mar Caribe) con una superficie de 13 km² (equivalentes a 1300 hectáreas) que constituye un municipio especial y parte integral del Reino de los Países Bajos, localizada en la latitud 17°38′ N y longitud 63°13′ O, a unos 250 km al sureste de Puerto Rico y a 222 km al norte de la isla de Aves en Venezuela. La capital insular es The Bottom.
El territorio forma parte de los países y territorios de ultramar de la Unión Europea. La isla forma parte de los Países Bajos como un municipio especial desde 2010, pero no forma parte de la Unión Europea a semejanza de otros territorios de soberanía europea que comparten este estatus. A pesar de ello, todos los ciudadanos del Reino de los Países Bajos poseen pasaporte neerlandés, y por ende los antillanos gozan de los mismos derechos que los ciudadanos de la Unión Europea.

## Etimología
Las teorías sobre el origen del nombre de Saba incluyen siba (palabra de los indios arahuacos que significa "roca"), sabot, sábado y Sheba. La isla recibió su nombre actual, Saba, ya en 1595, cuando apareció en un relato de viaje de John Hawkins. Antes de su nombre actual, Cristóbal Colón llamó a la isla "San Cristóbal". Nombre que por error se asigno después a otro isla cercana del mar Caribe. El nombre Isla de Saba (refiriéndose a otro lugar) sin embargo aparece en libros españoles ya en 1583.

## Historia
Se cree que Saba estuvo habitada por el pueblo ciboney ya en el año 1100 a. C. Más tarde, hacia el año 800 d. C., se asentaron en la isla los arawak, procedentes de Sudamérica.
Se dice que Cristóbal Colón avistó Saba el 13 de noviembre de 1493 y la reclamo para España, pero no desembarcó en ella debido a sus costas rocosas y acantilados.

### Desde elsigloXVII
En 1629, la Armada española de Sotavento que se dirigía a México con 20 galeones y 4000 hombres armados al mando del almirante Fadrique de Toledo Osorio desembarcó en la isla de Nieves y capturó varios barcos ingleses anclados allí. En septiembre del mismo año el grupo de buques españoles se trasladó a la isla San Cristóbal y arrasó todo el asentamiento.

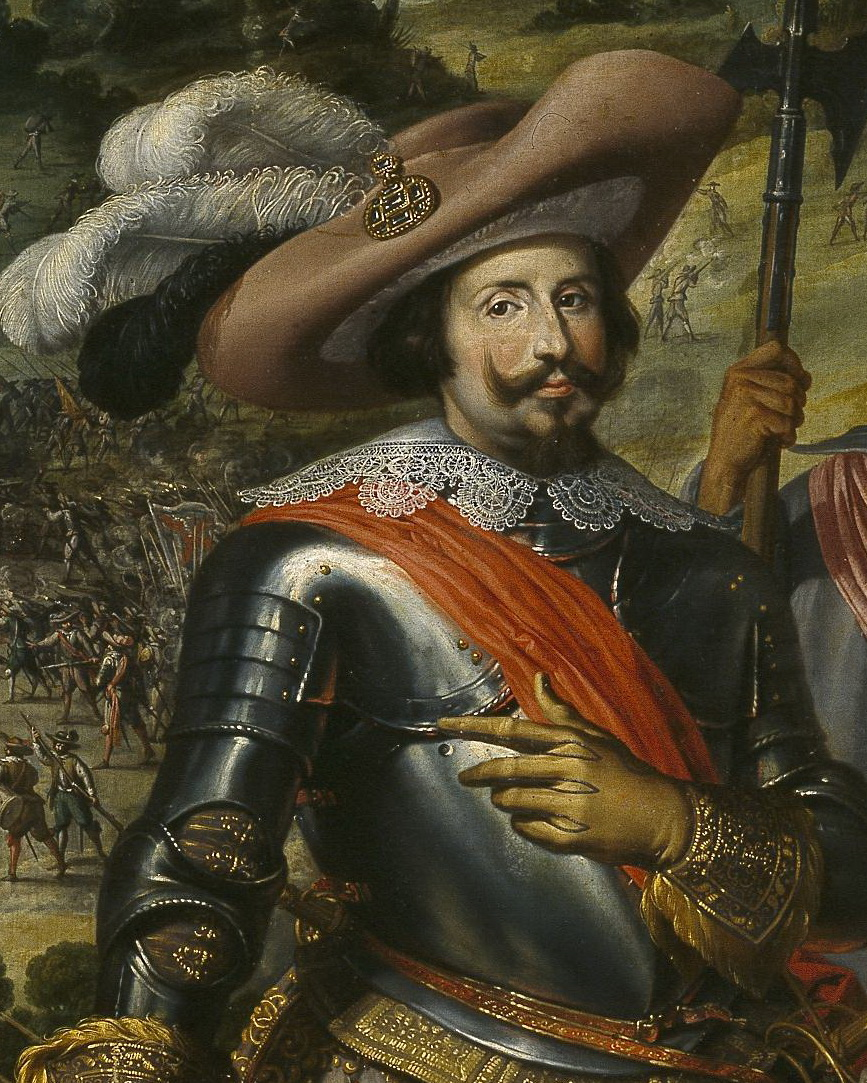
El Militar Español Fadrique de Toledo Osorio Cuadro de la Recuperación de la isla de San Cristóbal (1634)

La tradición oral de Saba y los historiadores afirman que esos mismos españoles permitieron a los esclavos irlandeses y a sus compañeros católicos establecerse en Saba, donde bautizaron sus dos asentamientos por encima de la posteriormente llamada Well's Bay, como "Palmetto Point" y "Middle Island", en honor a dos aldeas de nombre similar en las que habían vivido en la isla de San Cristóbal.
En 1632, un grupo de náufragos ingleses desembarcó en Saba. Saba fue inicialmente colonizada por los neerlandeses. En 1640, el gobernador neerlandés de la vecina isla de San Eustaquio envió a varias familias holandesas a colonizar la isla para la Compañía Holandesa de las Indias Occidentales.
En 1635, Pierre d’Esnambuc, gobernador de la Mitad francesa de San Cristóbal, reclamó Saba para el Reino de Francia. En 1648, los franceses intentaron tomar posesión formalmente, pero tuvieron que compartirla durante unos años con los holandeses. Los asentamientos originales aún pueden verse en Tent Bay. Finalmente, los Países Bajos tomarían Saba como colonia con la ayuda de los ingleses durante la ocupación del continente por Napoleón I.
En 1664, al negarse a jurar lealtad a la Corona inglesa, los colonos holandeses originales fueron desalojados a San Martín por los gobernadores jamaiquinos o piratas-Edward, Thomas y Henry Morgan.
Durante los siglos XVII y XVIII las principales industrias fueron el azúcar y el ron, y más tarde la pesca. La isla fue ocupada por el Reino Unido; de 1795 a 1802 y en 1803 hasta 1817 cuando es devuelta al Reino Unido de los Países Bajos.
Las ruinas del primer asentamiento, fundado en 1640, pueden encontrarse en Bahía Spring. De interés en The Bottom son los 800 escalones labrados en piedra que conducen a la bahía Ladder. Todo lo que entraba a la isla subía por ellos hasta fines del siglo XX.
En el siglo XVII, se creía que Saba era un escondite favorable para los piratas de Jamaica. Inglaterra deportaba a sus "indeseables" para que vivieran en las colonias del Caribe, y algunos de ellos también se convirtieron en piratas, y unos pocos se refugiaron en Saba. Como la costa de la isla es prohibida y escarpada, la isla se convirtió en un santuario privado para las familias de contrabandistas y piratas. Un pirata notable de Saba fue Hiram Beakes, hijo del consejero neerlandés de la isla.

### SigloXIX

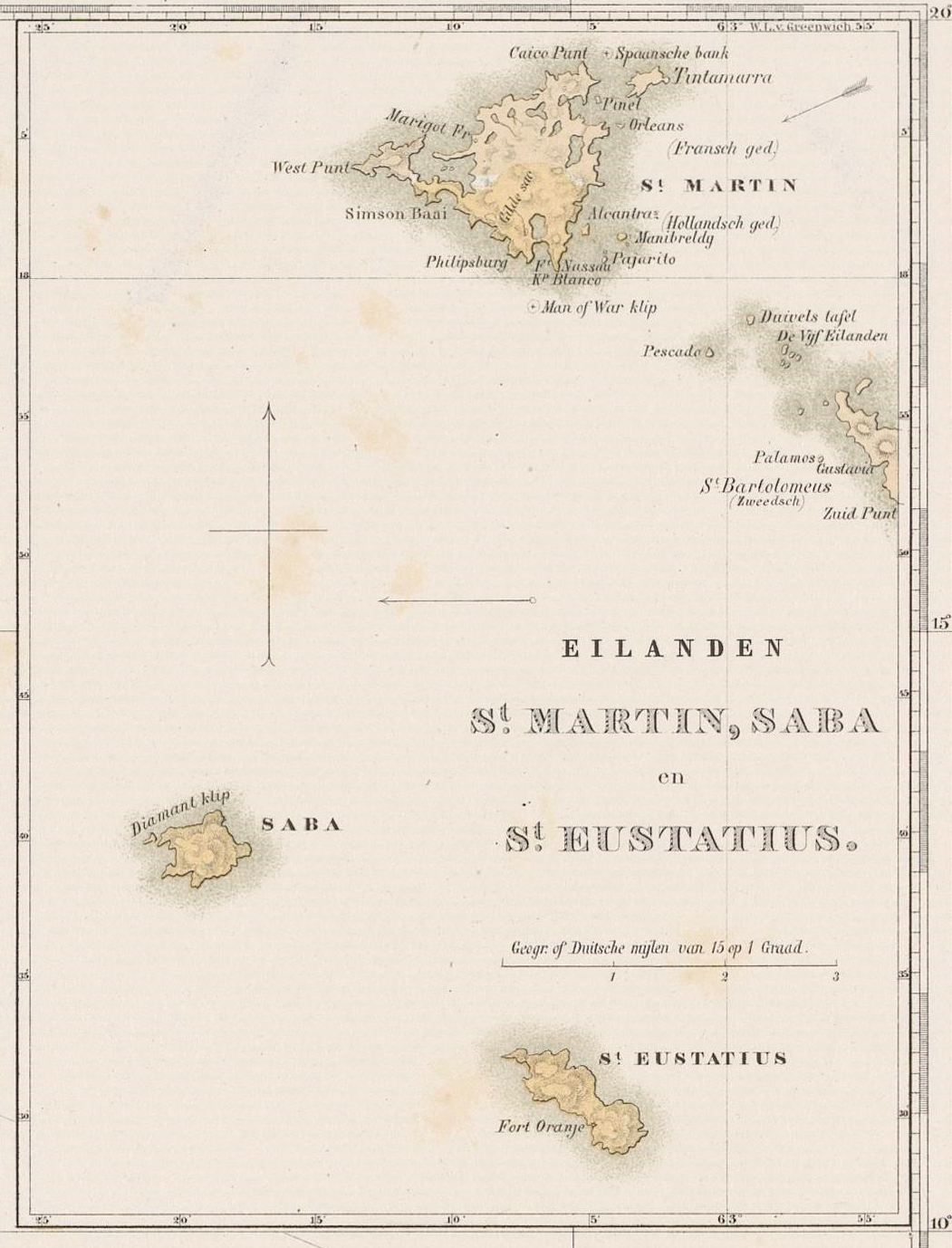
Mapa neerlandés de las islas de San Martín, Saba y San Eustaquio (de entre 1860 y 1862)

En 1854 nació en la isla Mary Gertrude Hassell, una profesora que estudió en Curazao en un colegio de monjas y realizó estudios en Caracas (Venezuela). Allí aprendió a hacer el trabajo de hilo estirado con la ayuda de las hijas de los venezolanos adinerados que vivían en el lugar, e introdujo este arte en Saba a partir de 1880, donde se conoce generalmente como ''trabajo español'' (spanish work). Con esto ayudo a las familias locales que iniciaron un negocio con la venta de esta artesanía en Estados Unidos.
En agosto de 1857, Venezuela y los Países Bajos sometieron a arbitraje de la Reina de España una disputa sobre la posesión acerca de la Isla de Aves, debido a que los Países Bajos consideraban que la isla estaba unida a su colonia de Saba por un banco de arena, y los pescadores de San Eustaquio y Saba habían usado el lugar para capturar tortugas y huevos de aves, mientras que Venezuela argumentaba que había heredado la isla de España que había descubierto toda las islas del Caribe, que los pescadores no actuaban en representación de ningún gobierno sino por un interés particular y que la isla no estaba unida al territorio que habían recibido los Países Bajos.
La sentencia española del 30 de junio de 1865 declaró que la isla pertenecía a Venezuela y que los Países Bajos sin embargo deberían ser indemnizados. Argumento que aunque hubiesen estado unidas ambas islas, en la actualidad el banco de arena se encontraba separado de la isla de Saba y que el primer estado en tener una fuerza militar y en ejercer actos de soberanía allí había sido Venezuela, que la había heredado de la Capitanía General de Venezuela.
En 1860, se construyó en la zona de Windward Side la Iglesia católica de la Conversión de San Pablo con piedras del antiguo molino de caña de azúcar de la llanura de la bahía Spring. La familia de Peter Hassell y su esposa Esther Lovel Johnson donaron el terreno exclusivamente para la construcción de la iglesia.

### SigloXX

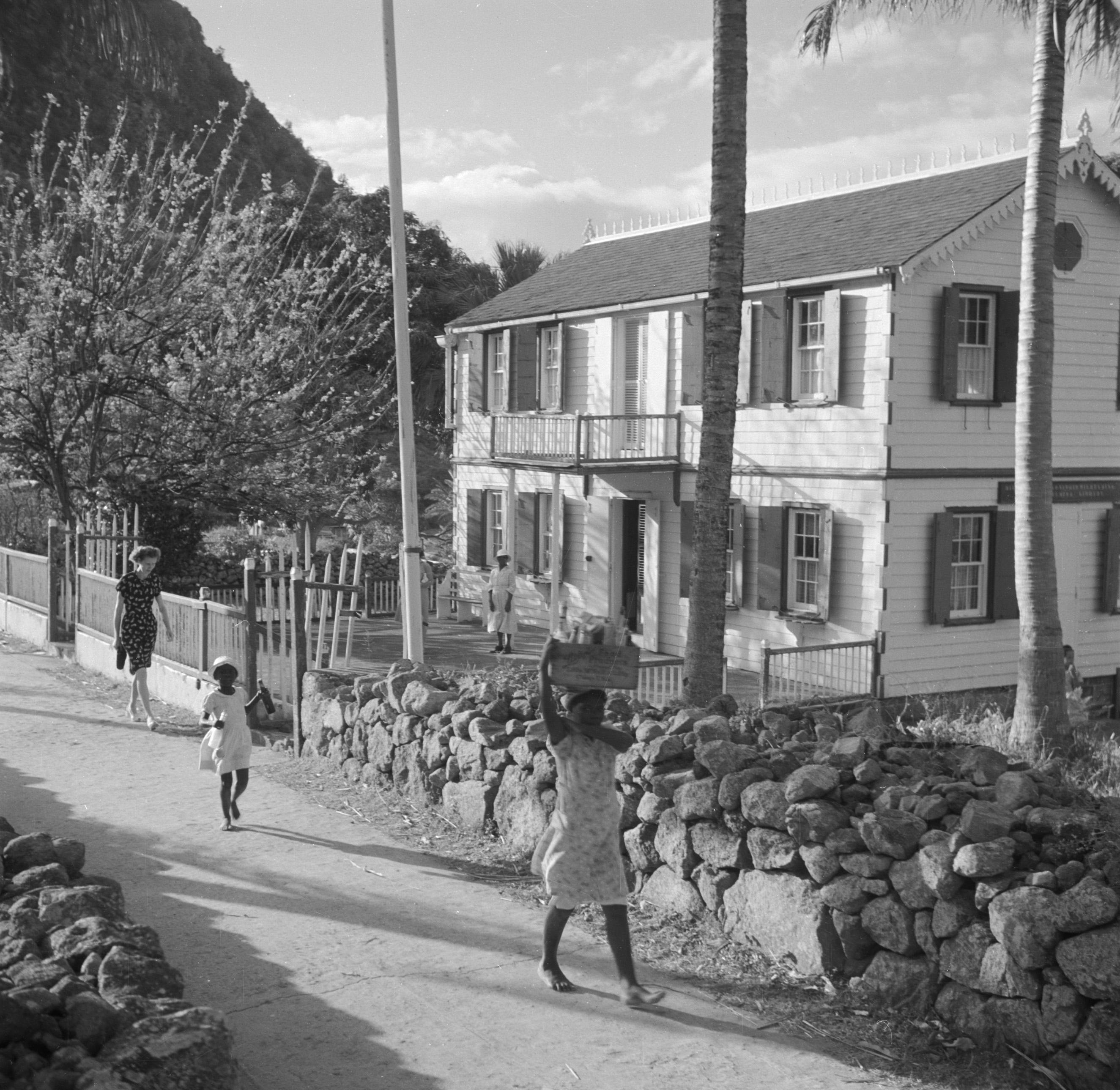
Edificio del gobierno neerlandés en The Bottom en 1947

De 1940 a 1945, durante el periodo de la Segunda Guerra Mundial, la Alemania Nazi derrota a los Países Bajos y ocupa la parte europea del reino. Una fuerza expedicionaria militar conjunta estadounidense y británica se hizo con el control temporal de la isla. La isla se devolvió a la administración neerlandesa en septiembre de 1945, meses después de la rendición incondicional de Alemania.
En 1943, Joseph "Lambee" Hassell, un ingeniero autodidacta, comenzó a construir una carretera en Saba, mejorando drásticamente el transporte en la isla, que antes sólo se realizaba a pie o a lomos de una mula. Le siguieron planes para un aeropuerto y un muelle más grande orientado a las embarcaciones turísticas en 1972. Como resultado, el turismo aumentó, convirtiéndose gradualmente en una parte importante de la economía de Saba.
En la década de 1960, se construyó el aeropuerto Juancho E. Yrausquin en el extremo noreste de Saba (Flat-Point). El aeropuerto sólo puede utilizarse con un permiso especial de las autoridades y, por tanto, está cerrado al tráfico aéreo general. Sólo se puede acceder a él con aviones pequeños, como el Twin Otter. Winair opera varios vuelos diarios a las islas vecinas.
En 1969, el entonces joven de 23 años Joseph Richardson se convirtió en administrador de Saba. Fue el primer administrador no blanco de las Antillas Neerlandesas.
En 1978, Venezuela y el Reino de los Países Bajos firmaron el tratado de límites marítimos que definió la extensión de la zona económica exclusiva neerlandesa y venezolana en 2 áreas, la primera entre las islas de Aruba, Curazao y Bonaire (Frente al Estado Falcón en Venezuela y a un lado del Archipiélago Los Monjes) y una segunda área más al norte que incluye a la isla de Saba y San Eustaquio, esta última toma como referencia la Isla de Aves (el punto más septentrional de Venezuela en el Mar Caribe). Para ese entonces las seis islas formaban parte de un entidad administrativa llamada Antillas Neerlandesas. El tratado reconoce una línea equidistante o media entre la Isla de Aves y la Isla de Saba como frontera marítima.

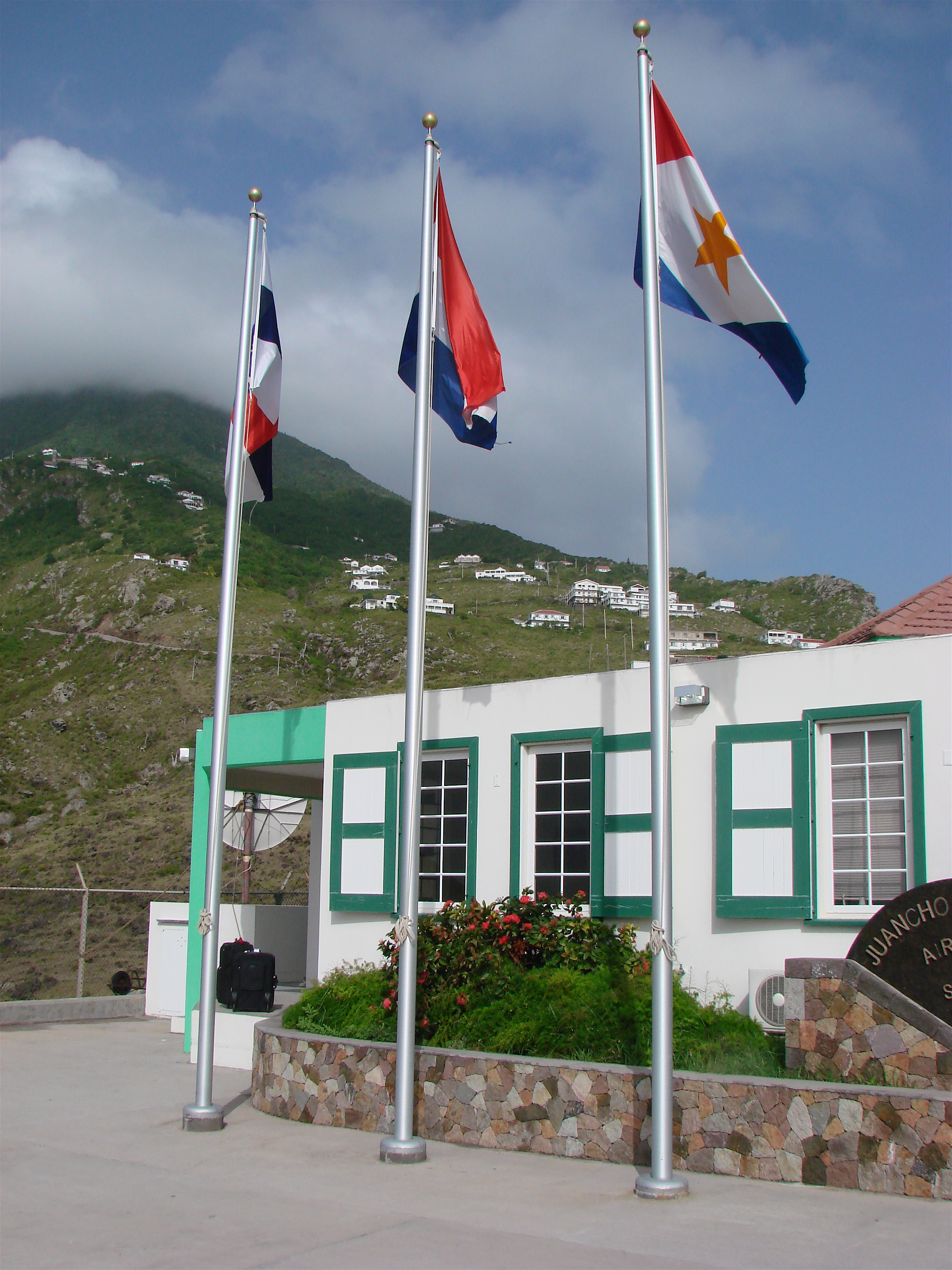
Banderas de Saba, Los Países Bajos y las desaparecidas Antillas Neerlandesas en 2006

Hasta 1983, Saba formaba parte del territorio insular de las Islas de Barlovento, que también incluía San Eustaquio y San Martín. En 1983, recibió el estatus de territorio insular autónoma y su propia representación parlamentaria en los Estados.
En 1985, con motivo de la salida de Aruba de las Antillas Neerlandesas para convertirse en un país autónomo dentro del reino, se celebraron elecciones en el resto de la Antillas Neerlandesas en noviembre y Will Johnson fue elegido diputado de pleno derecho.
El 6 de diciembre de ese año se presentó la nueva bandera de Saba en el Día de Saba ante una multitud que se congrego para el evento.

### SigloXXI
El 5 de noviembre de 2004 se celebró un referéndum en la isla en el que el 86,05 % del electorado votó por terminar el estatus actual de Saba dentro de las Antillas Neerlandesas, por lo que tras negociar con el gobierno neerlandés el 12 de octubre de 2006 se llegó a un acuerdo que disuelve las Antillas Neerlandesas y convierte a Saba en municipalidad especial o isla del Reino de los Países Bajos. Aunque estaba prevista la separación para el 15 de diciembre de 2008, esta fue pospuesta para el 10 de octubre de 2010.
El 1 de septiembre de 2009, Saba anunció que quería abandonar las Antillas Neerlandesas inmediatamente, ya que no quería esperar más tiempo a la evolución de la disolución de las Antillas Neerlandesas. Sin embargo, según el Secretario de Estado de Relaciones del Reino, Bijleveld, no era posible legalmente que Saba abandonara las Antillas en ese momento.
Finalmente, el 10 de octubre de 2010, las Antillas Neerlandesas se disolvieron y Saba, al igual que San Eustaquio y Bonaire, se convirtió en una especie de municipio especial de los Países Bajos como organismo público. La isla no forma parte de la zona Schengen.

## Geografía

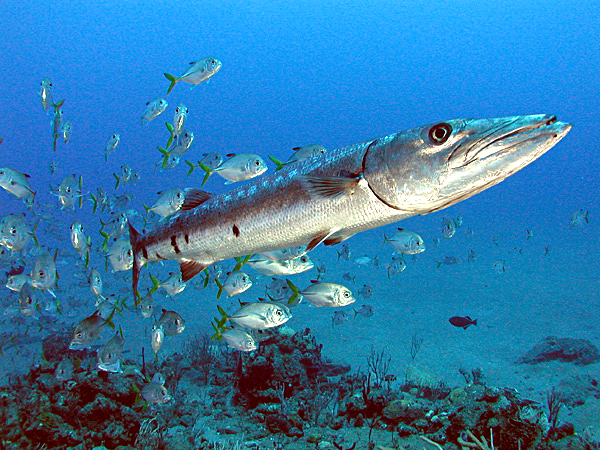
Gran barracuda (Sphyraena barracuda) cerca de Diamond Rock, Saba,

La mayor parte de la superficie de Saba la constituye el volcán inactivo Monte Scenery de 888 metros, que es a su vez, el punto más alto del reino de los Países Bajos, la lava que descendió en el pasado hacia el mar Caribe hizo que la costa tomara una forma rocosa. Saba se encuentra a 30 km al suroeste de la isla de San Martín. Tiene aproximadamente 4,5 km de diámetro, y su superficie es de 1300 hectáreas (13 km²). Al norte de Saba hay una pequeña isla rocosa deshabitada que pertenece al territorio de Saba: Isla Verde (Green Island).

### Flora
El clima es húmedo tropical y la isla está cubierta por la selva. A pesar de que Saba fue deforestada en gran parte del periodo colonial por la tala de árboles indiscriminada, durante los años siguientes se pudo recuperar un bosque secundario, rico en especies que está muy bien comunicado por vías construidas para los turistas, el parque nacional marino de Saba de 43 hectáreas (0,43 km²) abarca gran parte del norte de la Isla, y ofrece una muestra sobre la biodiversidad de flora y fauna de Saba.
Para los buceadores, Saba y sus arrecifes de coral son uno de los sitios de buceo más fascinantes del Caribe. Hay varios centros de buceo en la isla, que son principalmente frecuentados por excursionistas.

### Fauna

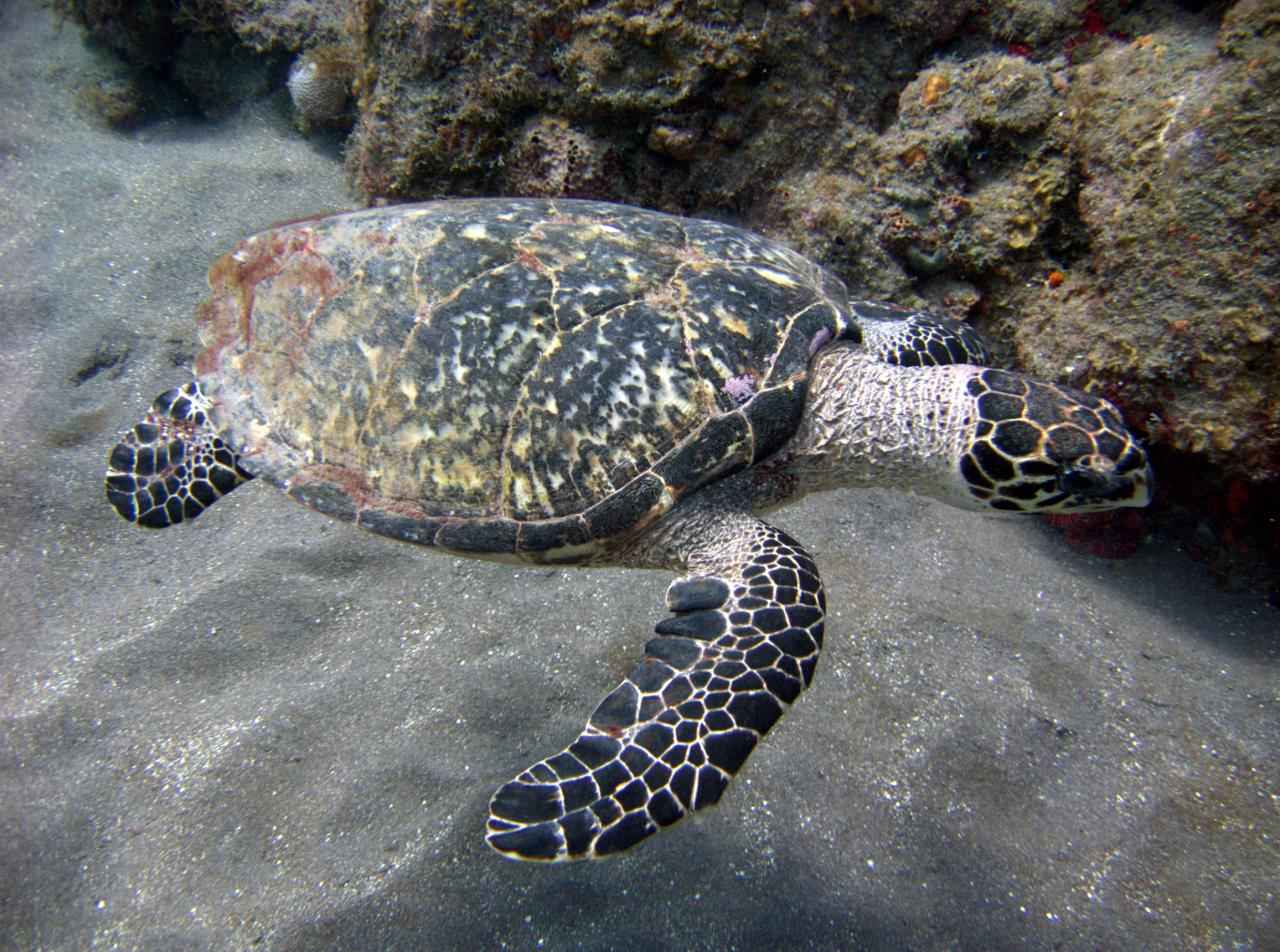
Tortuga Eretmochelys imbricata en la Isla de Saba

A pesar de su pequeño tamaño, Saba alberga un gran número de murciélagos. Las especies que se pueden encontrar son Monophyllus plethodon, el murciélago de la fruta de Jamaica (Artibeus jamaicensis), el murciélago antillano (Ardops nichollsi), el Stramineus natalus, el bate guano (Tadarida brasiliensis) y Molossus molossus.
También existe una rijstrat extinta, pero su identidad aún no está clara.
Los acantilados de la isla, en parte dentro del parque nacional de Saba, son una importante área de nidificación de aves de pico rojo del trópico (Phaethon aethereus).
Existen además especies de animales peligrosos como serpientes venenosas como la black racer y la black belly racer. Debido a la altas precipitaciones los mosquitos pueden ser una molestia principalmente durante la estación lluviosa.
Otra especie de serpiente que se encuentra en Saba es la inofensiva Alsophis rufiventris ("corredor de vientre rojo", también llamada "corredor de Saba" o "corredor de vientre naranja"), endémica de esta parte del Mar Caribe (concretamente de las Antillas Menores). Sólo se encuentra en Saba el Pantheranolis (Anolis sabanus), una pequeña especie de lagarto del género Anolis.
Un estudio de la avifauna de la isla entre 2010 y 2012 pudo detectar un total de 107 especies de aves diferentes en Saba. Más de 30 de estas especies no se habían visto antes en Saba, y se supone que un gran número de ellas emigró desde la cercana San Martín. El escarpado litoral de Saba ha sido designado Área de Importancia para las Aves por BirdLife International; aquí anidan en gran número los pájaros tropicales de pico rojo y las pardelas, entre otros.
Para llegar a la cima del monte Scenery, el sendero del monte Scenery (con, según el tablón de información, 1064 escalones de piedra) conduce a través de la selva tropical.
El Parque Nacional del Monte Scenery, de 350 hectáreas, abarca gran parte del norte y noroeste de la isla y permite conocer la biodiversidad de la flora y la fauna de Saba.

El mundo submarino cercano a la isla ha sido preservado en gran medida de la degradación ambiental por el parque nacional marino de Saba, creado en 1987, y por estrictas leyes y reglamentos. Para los buceadores, Saba y sus arrecifes de coral se consideran buenas zonas de buceo. En Saba hay unos cuantos centros de buceo, frecuentados principalmente por turistas de día.

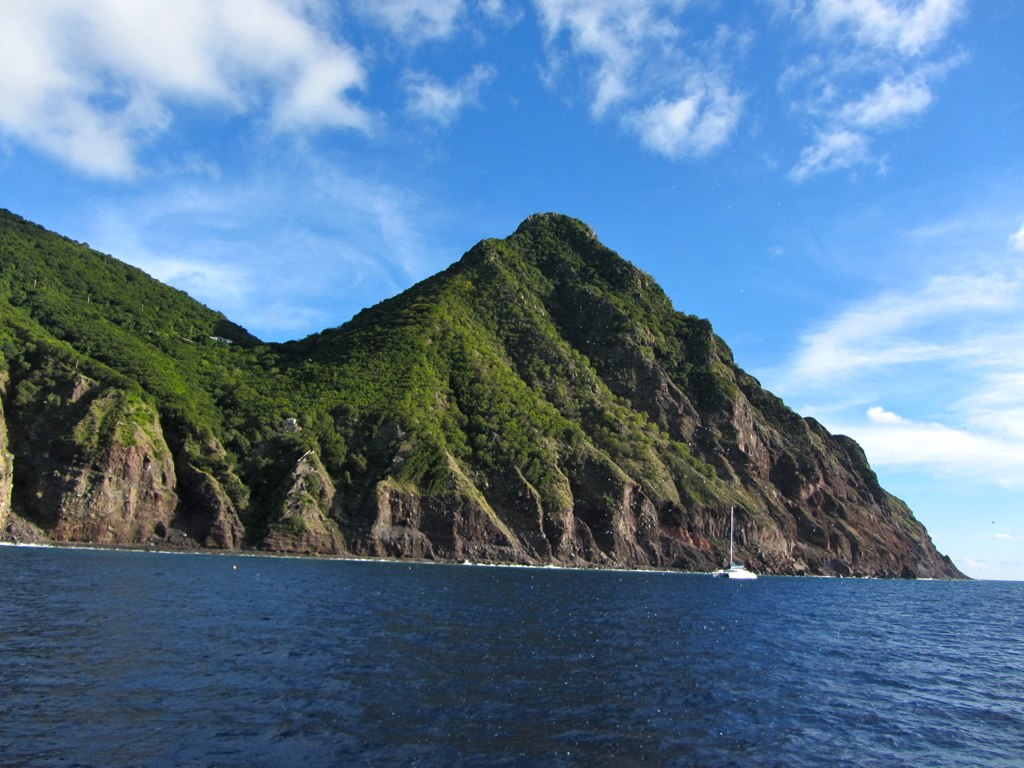
Acantilados en la costa de la Isla de Saba

### Clima
El clima es tropical, cálido, templado por los vientos alisios que vienen de la dirección noreste. Las temperaturas diarias son entre 21 °C y 29 °C, las temperaturas nocturnas oscilan entre 18 °C y 24 °C. La precipitación anual es de 1000 mm aproximadamente.
La estación seca suele ser entre diciembre y julio, y las precipitaciones varía según la altitud y la exposición a los vientos alisios del este. Las precipitaciones anuales se sabe que superan los 1920 mm en las laderas más altas de barlovento y en la cumbre de la isla. Saba está situada en el cinturón de huracanes y ha estado expuesta a numerosas tormentas tropicales y huracanes. Los más importantes fueron Hugo en 1989 y Luis en 1995.

### Impacto medioambiental
Dado que los centros de población de la isla se encuentran al menos a 240 m sobre el nivel del mar, el impacto humano directo sobre los recursos marinos es limitado. En la isla hay poca industria y no hay una agricultura significativa. Por lo tanto, los efluentes como los pesticidas y los productos químicos industriales son inexistentes. Los tres principales impactos sobre el medio marino son la sedimentación, el turismo de buceo y la pesca. La sedimentación procede de una planta de trituración de rocas en la zona de Fort Bay y de la escorrentía natural durante las fuertes lluvias. A finales de 1995, se inició una operación a gran escala para exportar de rocas y arena en la planta de trituración de rocas. Esto ha incrementado significativamente de sedimentación en Tent Reef y otros lugares del suroeste de la isla.
La escorrentía natural es importante y, en su mayor parte, se vierte directamente en el océano debido a las pronunciadas pendientes de la isla. en el océano debido a las empinadas laderas de la isla, que están formadas por aglomerados sueltos. En la mayoría de los lugares, las laderas están separadas del océano por una fina playa con rocas.

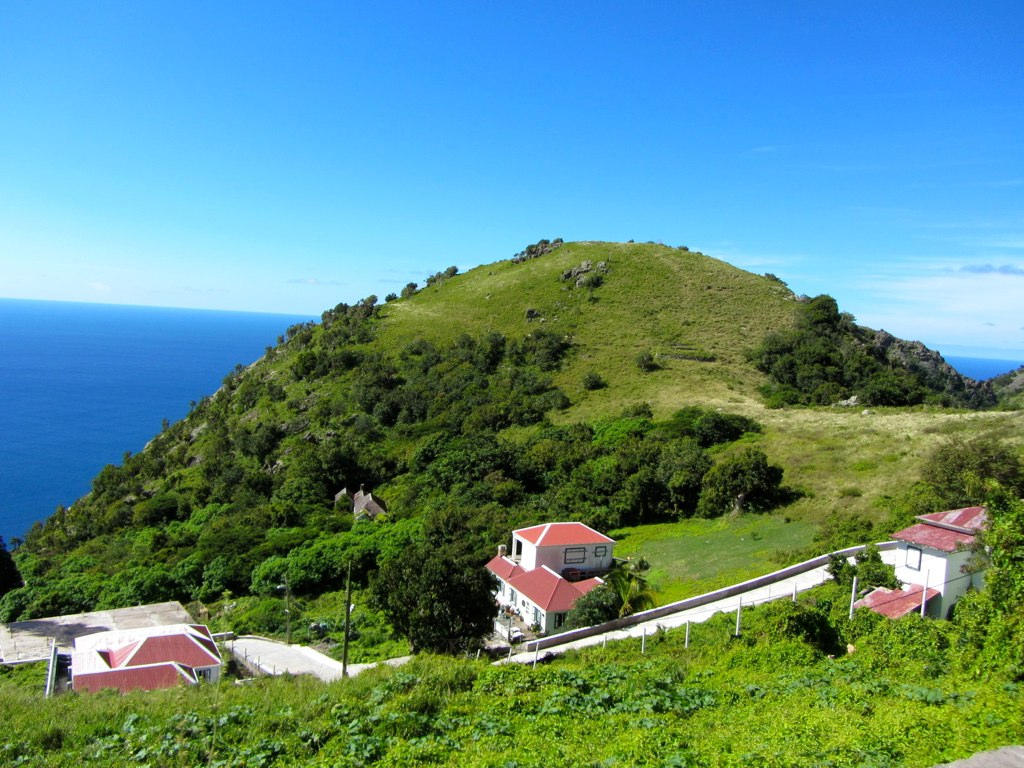
Edificios en el sector de Corner Point en Saba

La economía de Saba depende del turismo; el 66% está relacionado con el buceo. El parque marino de Saba que rodea toda la isla, acoge a unos 5000 buceadores al año que realizan que realizan unas 25 000 inmersiones. No cabe duda de que las actividades de buceo causan algunos daños aunque son limitados y han disminuido desde 1993. Hay reportes de daños en el 3,2% de las colonias de coral cercanas a las líneas de amarre del parque marino en los lugares de estudio (zonas de alto uso a 0-20 m del amarre) y al 2,4% de las colonias en zonas de bajo uso (40-60 m del amarre). El número de buceadores que visitan Saba está aumentando lentamente. Los resultados de un estudio de 1996 sobre la capacidad de carga del parque se utilizaron para reducir o aliviar el desarrollo y la presión del buceo sobre el ecosistema marino.
Varios estudios han evaluado el impacto de la pesca en los arrecifes circundantes.
Hasta la fecha, el gobierno de la isla, con el asesoramiento del Parque Marino de Saba, ha rechazado las propuestas de desarrollo costero. Sin embargo, con los futuros cambios políticos puede haber de la isla, puede haber presiones para desarrollar un puerto deportivo y un hotel/centro de buceo en la parte sur de la isla, en Giles Quarter. Según la legislación de la isla, todo desarrollo costero debe ir precedido de un estudio ambiental.

### Banco de Saba
El Banco de Saba, uno de los mayores atolones del Caribe y del mundo con una superficie de 2200 kilómetros cuadrados, se encuentra a unos 3 o 5 km al suroeste de Saba. Contiene especies raras y únicas como tortugas, tiburones, langostas, ballenas y diferentes tipos de coral. Las poblaciones de peces y langostas del Banco de Saba son el objetivo de los pescadores.

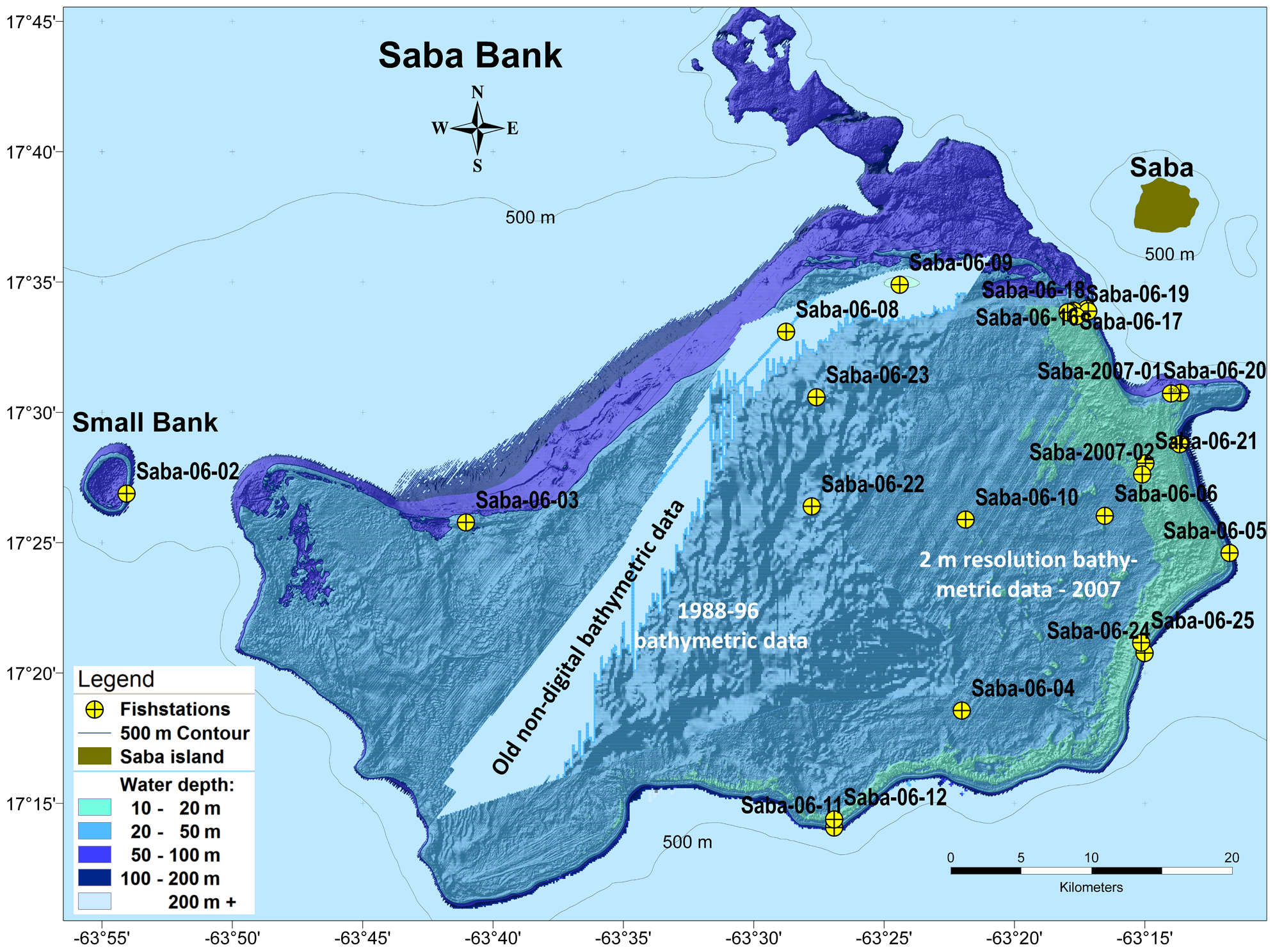
Mapa batimétrico del Banco de Saba con estaciones de pesca marcadas

El Banco de Saba es importante para Saba, aunque puede tener un valor percibido menor que el de las aguas costeras para los residentes, ya que la mayoría de éstos nunca visitarán esta zona debido a su lejanía.
El mundo submarino del Banco de Saba es muy desconocido en los Países Bajos y también en el Caribe. Sin embargo, este forma parte del mayor parque natural del Reino de los Países Bajos.
El lado noreste del Banco de Saba se encuentra a unos 4,3 km (2,7 mi) al suroeste de la isla de Saba. Se eleva unos 1000 metros por encima de las profundidades generales del fondo marino circundante. Con una longitud de entre 60 y 65 km y una anchura de entre 30 y 40 km, la superficie total del atolón que es equivalente a un área superior a la de Países como Mauricio o las Islas Comoras y tiene una profundidad de entre 11 y 200 metros, de los cuales 1600 kilómetros cuadrados tienen menos de 50 metros.
Desde el noreste, el banco se extiende unos 55 km (34 mi) hacia el suroeste, con una profundidad mínima declarada de 7,3 metros situada a unos 15 km, al suroeste del Monte Scenery. Una profundidad de 8,2 metros) se encuentra a unos 16 km (9,9 mi) al sur de la isla. El lado oriental del banco está bordeado por una cresta de coral vivo, arena y roca, de casi 48 km de longitud. La profundidad de la cresta oscila entre 11 y 35 metros. Hacia el oeste de esta cresta, a excepción de unos pocos parches de coral de 16,5 metros y 18,3 metros de profundidad cerca del lado sur del banco y un parche de 16,4 metros de profundidad cerca del extremo oeste del banco, el fondo es de arena coralina blanca y clara con profundidades de 21,9 a 36,6 metros, que aumentan gradualmente hacia el borde del banco, pero que terminan abruptamente en profundidades de 54,9 metros. En profundidades inferiores a los 20 metros, se puede ver claramente el fondo.
El Banco de Saba, aunque es importante para la isla por sus pesquerías, atrajo poco atención hasta mediados de la década de 1990. Los geólogos han debatido sobre la naturaleza de la orilla y descubrieron extensos arrecifes de coral. Se realizaron exploraciones sísmicas en busca de petróleo, pero se sabía poco más. Este cambió cuando las Antillas Neerlandesas comenzaron a regular la pesca y cuando se descubrió que grandes cantidades de caracolas (Lobatus gigas), langostas y El mero estaba siendo explotado por pescadores extranjeros.

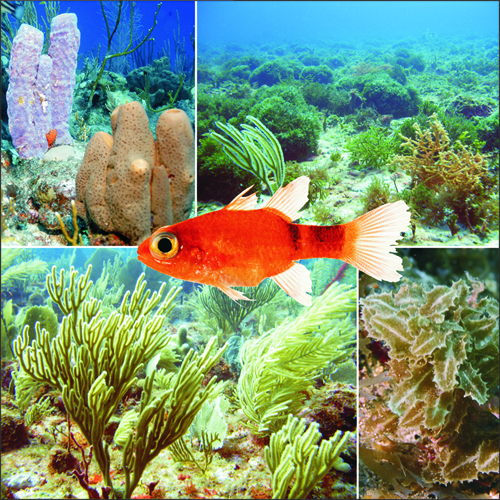
El Banco de Saba

Para proteger estas poblaciones de peces, el gobierno necesitaba más información necesariamente. La investigación comenzó en la década de 1990 y como el conocimiento sobre el Banco de Saba aumentó con constantes monitoreos, la zona resultó ser cada vez más interesante y más valiosa. No sólo por las poblaciones de peces, sino también por su rica biodiversidad. Además de los más de 80 km de longitud de los arrecifes de coral también se encontró una variedad inigualable de macroalgas y se encontraron comunidades ricas de gorgonias (corales blandos). También quedó claro que podría ser una zona importante para las ballenas y los tiburones tigre.
Pero debido a su enorme tamaño (más grande que el Mar de Wadden neerlandés) y recursos limitados, los conocimientos adquiridos eran totalmente inadecuados.
La investigación del Banco Saba cobró impulso cuando en 2010, el territorio pasó a ser responsabilidad directa de los Países Bajos y Bonaire, San Eustaquio y Saba recibieron el estatus de municipios especiales. De repente, se dispuso de más recursos financieros y el interés científico de los institutos de conocimiento holandeses. El Banco de Saba fue reconocido como parque nacional y como zona de importancia. Desde entonces, se ha realizado un gran trabajo para evaluar la pesca, y la salud y funcionamiento del arrecife de coral han sido evaluados.
La gestión del parque corre a cargo de la Unidad de Gestión del Banco de Saba (SBMU, por sus siglas en inglés), una subdivisión de la Fundación para la Conservación de Saba, que es directamente responsable de la gestión de los otros dos parques nacionales de Saba (el parque nacional marino de Saba y el parque nacional del Monte Scenery). La SBMU se encarga principalmente de supervisar la pesca en la zona del parque nacional y de coordinar los trabajos de investigación. Además, se realizan patrullas en las zonas protegidas.
Desde el 2 de octubre de 2010, la zona del Banco de Saba está protegida por un decreto nacional de las entonces Antillas Neerlandesas. Este decreto prohíbe a los petroleros y otros grandes buques fondear sobre el Banco de Saba para evitar daños en los arrecifes de coral. En octubre de 2012, el parque nacional fue designado como Zona Marítima Especialmente Sensible por la Organización Marítima Internacional. Desde entonces, el paso por la zona está prohibido para los barcos de más de 300 toneladas.

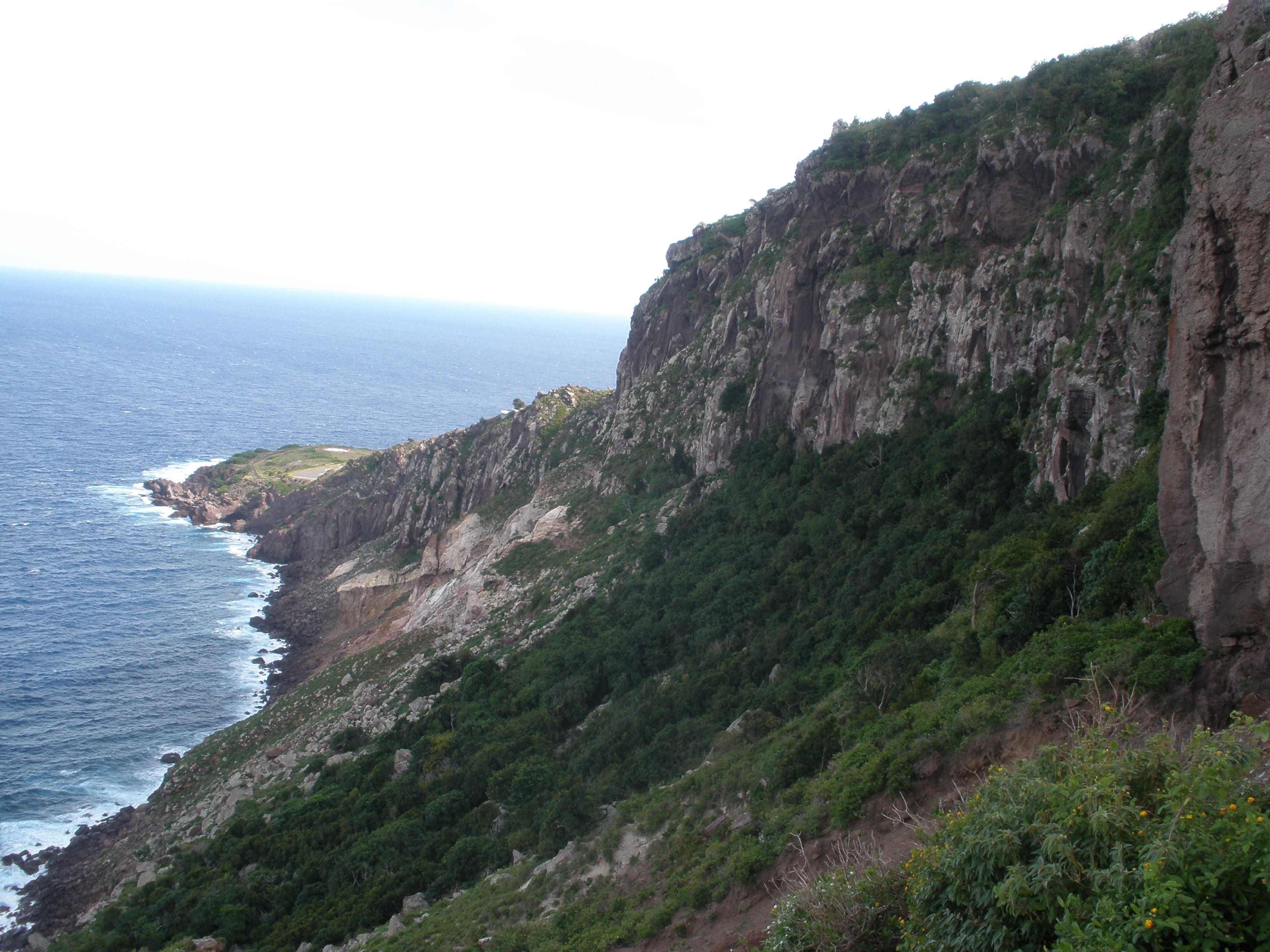
Los Acantilados de los Piratas (Pirate Cliffs) de Saba

### Geología
Saba es el volcán más septentrional de la cadena de arcos insulares de las Antillas Menores. El arco de las Antillas Menores es el resultado de la subducción oesnoroeste de la litosfera atlántica bajo la placa del Caribe. El espesor de los sedimentos a lo largo de la fosa disminuye hacia el norte, alejándose de las fuentes de sedimentos en el subcontinente de América del Sur. Saba es el lugar más alejado de los efectos geoquímicos documentados en el arco volcánico meridional de los grandes espesores de sedimentos, normalmente atribuidos tanto a la fuente como a la contaminación del nivel superior (es decir, a la asimilación).La cartografía de campo, la petrología, la mineralogía, la datación K-Ar y los análisis geoquímicos (elementos principales y traza) indican una compleja historia de petrogénesis del magma que incluye el fraccionamiento de los cristales, la mezcla del magma y, sorprendentemente, la asimilación de la corteza. Saba fue el primer lugar donde se documentó la asimilación en la sección norte del arco de las Antillas Menores.
La mezcla de magma se manifiesta en el campo como pómez en bandas y petrográficamente y mineralógicamente como una zonificación compleja en los fenocristales (como la zonificación inversa en la plagioclasa), conjuntos minerales en desequilibrio (por ejemplo, cuarzo y olivino) y desequilibrio entre los minerales y las composiciones de la roca entera (por ejemplo, el contenido de forsterita en el olivino). Los modelos de balance de masas de los elementos principales y traza apoyan la teoría que el fraccionamiento de los cristales (incluido el anfíbol) desempeñó un papel importante en la evolución del magma. Sin embargo, varias tendencias geoquímicas sólo pueden ser explicadas por la asimilación-cristalización fraccionada, basándose en el hecho de que las tendencias de varios elementos traza y las proporciones de elementos traza varían con el aumento de sílice. Por último, no se ha podido encontrar ninguna evidencia de contaminación de origen sedimentario en las rocas más máficas. Es posible que exista, pero está sobreimpresa por los efectos posteriores de la asimilación.

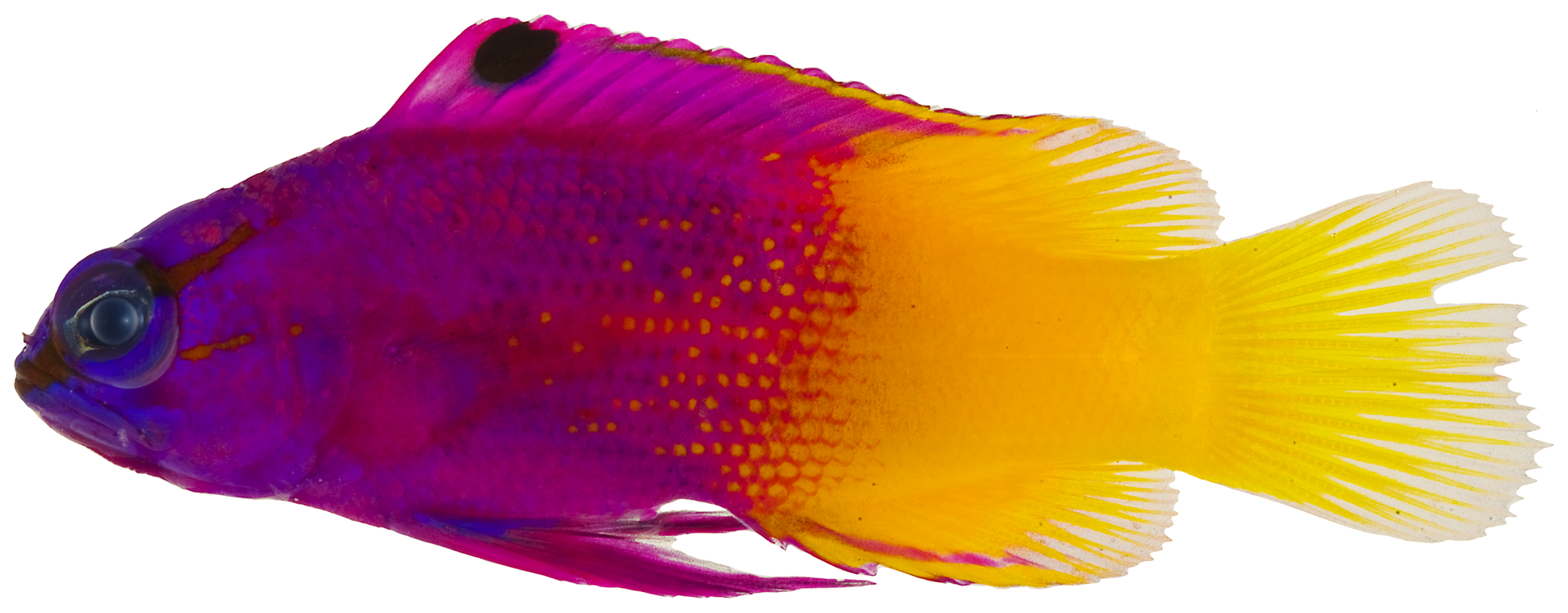
Pez Abuela Real o Gramma loreto que se puede encontrar en las aguas del Banco de Saba

### Sumideros marinos más grandes y profundos del mundo
En 2019, el Real Instituto Neerlandés de Investigación Marina (NIOZ) y Wageningen Marine Research organizaron una expedición al Banco de Saba, cerca del mar territorial y zona económica exclusiva de Saba (Países Bajos), en la región del Caribe. Los investigadores expertos recopilaron datos para adquirir más conocimientos sobre los sumideros. En 2018, el mismo grupo de investigadores descubrió más de 20 enormes agujeros de entre 10 y 375 metros de profundidad y con diámetros que varían entre 70 y 1100 metros. El suelo del Banco de Saba está formado por un depósito de piedra caliza de 1 a 2 kilómetros de espesor. Cuando el banco estaba por encima del agua durante la época glacial y el nivel del mar era 120 metros más bajo que ahora, el agua dulce que fluía disolvió la caliza y creó grandes agujeros. Esto dio lugar a la formación de cuevas, que posteriormente se derrumbaron. Curiosamente, estos sumideros que se desarrollaron en tierra quedaron sumergidos después de la última glaciación (hace 20 000 años), cuando el nivel del mar volvió a subir. Más tarde, los investigadores descubrieron que el sumidero parecía filtrar gas. Los investigadores obtuvieron entonces las coordenadas de un supuesto manantial caliente en uno de los sumideros que podría haber filtrado metano. Se considera que se trata de los sumideros marinos más grandes y profundos del mundo.

## Política y Gobierno

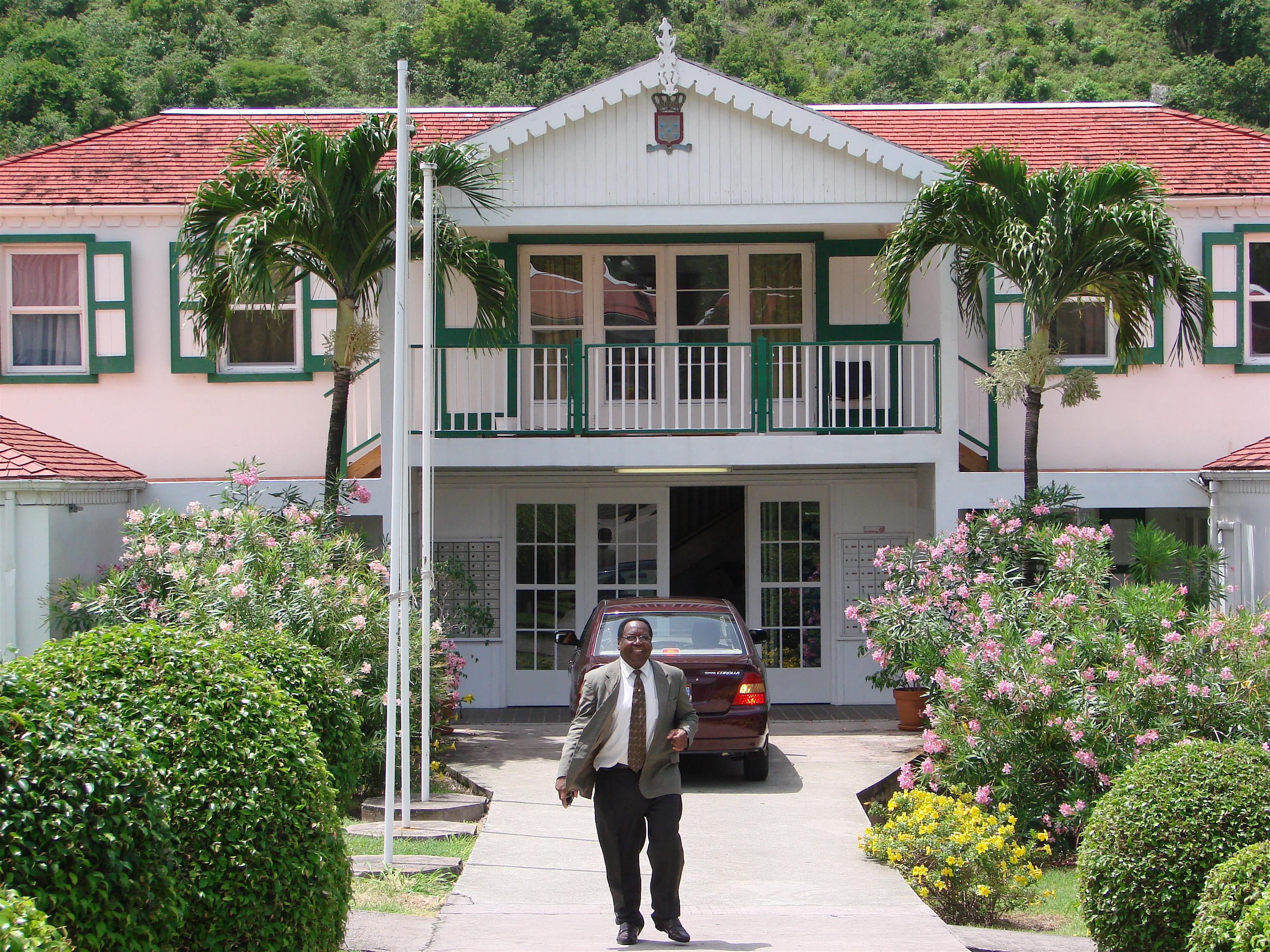
Sede del Gobierno local de Saba, en The Bottom.

Saba se convirtió en un municipio especial dentro del país de los Países Bajos tras la disolución de las Antillas Neerlandesas el 10 de octubre de 2010 y tiene la particularidad de que no forma parte de ninguna provincia holandesa. El estatus constitucional de la isla, al igual que el de las islas de San Eustaquio y Bonaire, está recogido en la Ley de Entidades Públicas BES (neerlandés: Wet op de Openbare Lichamen BES).
Los habitantes de la isla votan por los miembros de la Cámara de Representantes neerlandesa, cuyos miembros se eligen según un método proporcional en una lista de partidos. Durante las elecciones generales neerlandesas de 2017, la mayoría de los locales votaron por el partido social liberal Democraten 66 (Demócratas 66). De los 2000 residentes de la isla, 900 tenían derecho a votar, y de ellos, votó solo el 42,8% (o 385 personas).
Los sabanos con nacionalidad neerlandesa pueden votar en las elecciones al Colegio Electoral para elegir a los miembros del Senado neerlandés (o Senado de los Estados Generales, Eerste Kamer der Staten-Generaal). Las elecciones de 2019 en Saba, celebradas al mismo tiempo que las elecciones al Consejo Insular de 2019, dieron como resultado que cuatro de los cinco escaños de Saba en el Colegio Electoral fueran para el Movimiento Popular de las Islas de Barlovento (Windward Islands People's Movement) y un escaño para el Partido Laborista de Saba (Saba Labour Party).

### Gobernador
El gobernador de la isla es el jefe del gobierno de Saba. El monarca neerlandés nombra al gobernador por un periodo de seis años, y está bajo la supervisión del ministro del Interior y Relaciones del Reino. El gobernador de la isla preside las reuniones del Consejo Insular y del Consejo Ejecutivo.

También es responsable de representar al gobierno de la isla tanto en los tribunales como fuera de ellos, de mantener el orden público, de aplicar la política y la legislación, de coordinarse con otros gobiernos y de recibir y tramitar las quejas sobre el gobierno de la isla.

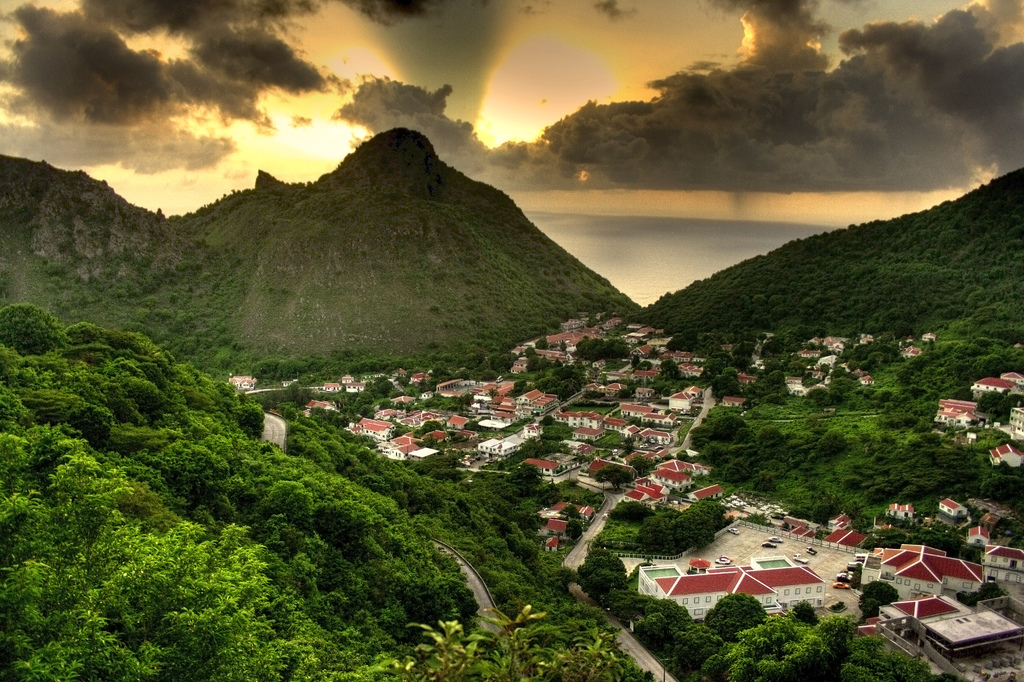
Vista de The Bottom la capital insular

El actual gobernador de la isla es Jonathan G. A. Johnson.

### Legislatura
El órgano legislativo de Saba es el Consejo Insular, compuesto por cinco miembros. Los consejeros son elegidos por los ciudadanos de la isla cada cuatro años. El Consejo Insular tiene la facultad de:
- Nombrar y destituir a los comisarios del Consejo Ejecutivo.
- Aprobar ordenanzas que serán aplicadas por el Consejo Ejecutivo.
- Hacer preguntas al Consejo Ejecutivo.
- Iniciar una investigación sobre el gobernador o el Consejo Ejecutivo.
- Aprobar el presupuesto.

Tras las elecciones insulares de 2019, el Movimiento Popular de las Islas de Barlovento (WIPM) ocupa los cinco escaños del Consejo Insular. En 2019, Esmeralda Johnson fue la persona más joven en ser elegida para el Consejo.

### Poder Ejecutivo
El Consejo Ejecutivo, nombrado por el Consejo Insular, actúa como poder ejecutivo del gobierno. El consejo tiene las siguientes responsabilidades:

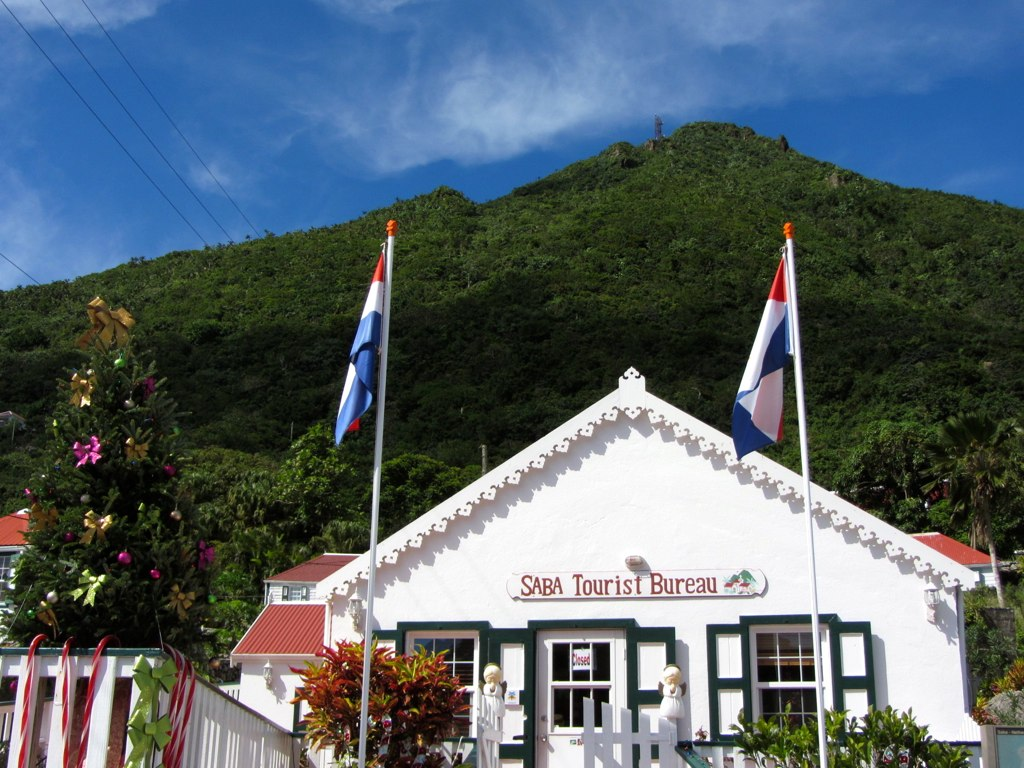
Oficina de Turismo del Gobierno de Saba con las banderas de la isla y de los Países Bajos en 2011

- La administración diaria de la isla, salvo las funciones reservadas al Consejo Insular o al gobernador.
- Ejecutar las políticas y la legislación aprobadas por el Consejo Insular.
- Establecer las normas relativas a la administración de la isla, excepto el Registro.
- Nombrar, promocionar, suspender o destituir a los funcionarios públicos, excepto a los que trabajan para el Registro, entre otros.
- Preparar la defensa de la isla.
- Mantener el contacto con los ministerios neerlandeses en La Haya.
- Ejecutar las políticas y la legislación del gobierno nacional.

El consejo nombra al secretario insular, actualmente Tim Muller.
El consejo está formado por el gobernador de la isla y dos comisarios nombrados por el Consejo Insular, actualmente ambos miembros del WIPM. A cada miembro del Consejo Ejecutivo se le asignan carteras para supervisar.

### Policía
La Seguridad en el territorio está a cargo del cuerpo de policía del Caribe Neerlandés o Korps Politie Caribisch Nederland (KPCN), la fuerza policial conjunta de las tres islas BES (municipios especiales), Bonaire, San Eustaquio y Saba, las tres en el Caribe, que políticamente pertenecen a los Países Bajos. La policía esta bajo la dirección de José Rosales (Korpschef) desde 2017.
La fuerza opera bajo la autoridad del Ministerio de Seguridad y Justicia. Durante el mantenimiento del orden público y la realización de trabajos de socorro, bajo la autoridad del Gobernador de la Isla del organismo público o isla correspondiente. Durante la investigación de delitos penales, la fuerza policial opera bajo la autoridad del fiscal general conjunto de Curazao, San Martín y los Países Bajos del Caribe.

## Demografía

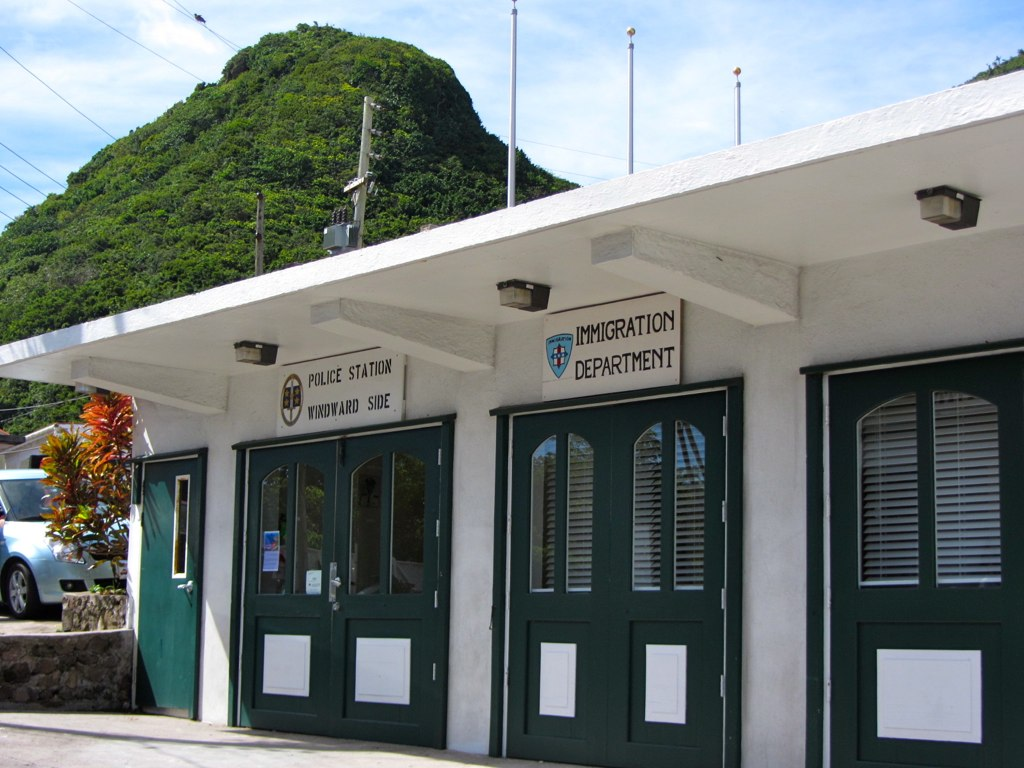
Carteles escritos en inglés en la estación de Policía y el departamento de Inmigración en Windwardside, Saba

Según datos de 2004, la isla tiene 1424 habitantes. Sus principales poblaciones son The Bottom la capital insular, Windwardside, Hell's Gate y Saint Johns.
El pequeño tamaño de la isla ha dado lugar a un número bastante reducido de familias isleñas, que pueden rastrear sus apellidos de nuevo a alrededor de una media docena de familias. Esto significa que muchos apellidos son compartidos por toda la isla, la más comunes son Hassell y Johnson. La mayoría de las familias son un mestizaje rico de neerlandeses, escoceses, y su herencia africana. La población es también descendiente de los irlandeses que fueron exiliados de ese país después de la ascensión del rey Carlos I de Inglaterra en 1625, fueron enviados al Caribe en un esfuerzo por sofocar la rebelión después de haber adquirido sus tierras por la fuerza.

### Lenguas
Los idiomas oficiales son el neerlandés y el inglés. El inglés es el idioma más hablado, y la lengua vernácula local se llama inglés sabano. El papiamento no tiene mayoría en la isla a diferencia de lo que ocurre en Aruba, Curazao y Bonaire. Por otro lado, el español es hablado por una minoría. 
| Idioma                | Papiamento | Inglés | Neerlandés | Español | Otros |
| --------------------- | ---------- | ------ | ---------- | ------- | ----- |
| Saba                  | 1          | 85     | 2          | 10      | 2     |
| Antillas Neerlandesas | 63         | 16     | 7          | 9       | 4     |

Para 1780 hay fuentes que indican que el idioma neerlandés casi había desaparecido de la isla. 5 personas apenas reportaron saber leer y escribir en inglés en ese año.
Según el reporte del Monseñor prefecto de la Iglesia católica para la región en 1836, la casi totalidad de la población de la isla hablaba solo inglés en ese año, y no fue posible la comunicación ni español, ni en neerlandés y ni en francés para ese momento. Según esta misma información sin embargo la población en su mayoría todavía era analfabeta.
El inglés solo sería idioma de las escuelas tanto primarias como secundarias oficialmente en 1986.

### Educación

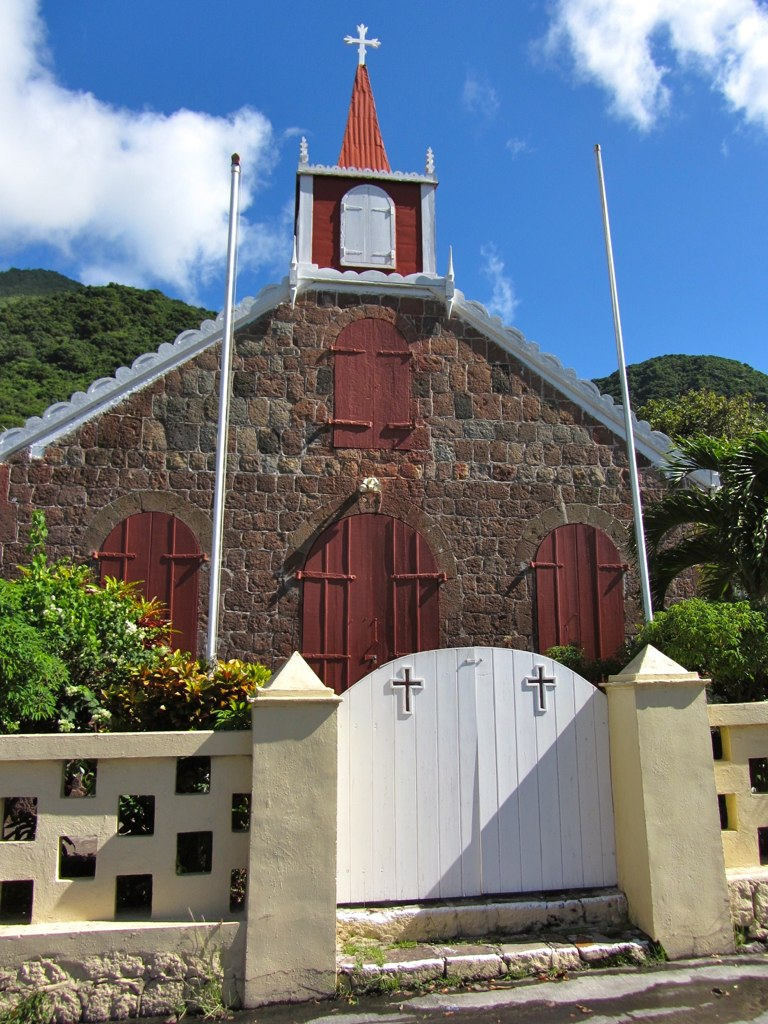
La primera iglesia construida en Saba (La Iglesia de Cristo)

Para 1816 no existía la educación pública en Saba solo algunas instituciones privadas en su mayoría asociadas a las denominaciones cristianas presentes en la isla.
En 1843 se estableció formalmente la primera Escuela católica en la isla establecida por la catequista Sarah Mardenborough.
En 1906 se introdujo la educación en neerlandés lo cual causó la emigración de parte de la población a otras islas de habla inglesa como Barbados, Antigua o San Cristóbal.
En 1911 el gobierno neerlandés construyó la primera escuela primaria pública que fue ampliada en 1920. En 1923 se terminó la primera biblioteca de la Isla.
En 1986 el inglés se oficializó como lengua de instrucción en la isla.
La escuela primaria es la Sacred Heart Primary School (Escuela primaria del Sagrado Corazón, de la Iglesia Católica) en St. John's. Hay una escuela secundaria y de formación profesional en Saba, la Saba Comprehensive School, también en St. John's, que abrió sus puertas en 1976 y que extendió la educación en la isla del séptimo al undécimo grado.
La Escuela Universitaria de Medicina de Saba es una escuela de medicina con fines de lucro ubicada en la capital de Saba, The Bottom.

### Religión
Saba es un territorio donde la mayoría de la población es seguidora del Cristianismo. Las principales confesiones son los cristianos católicos (45%), seguidos de ninguna confesión (18%), otras confesiones (11%), cristianos anglicanos (9%), cristianos evangélicos (4%) cristianos pentecostales (4%) y al menos un 6% de la población es musulmana.
El primer contacto con cristianos en la isla se produjo con la visita de Cristóbal Colón en 1493 lo cual no significó la llegada de la Iglesia católica de inmediato. Se cree que los primeros grupos cristianos en asentarse en la isla fueron los protestantes provenientes de los Países Bajos en 1640.
Durante el periodo de dominación nominal española la isla fue incluida en la jurisdicción de la diócesis de Puerto Rico.
La iglesia más antigua de la que se tiene registro es la Christuskerk (Christ Church o Iglesia de Cristo), templo anglicano que fue renovado en 1777 después de haber sido dañado por un Huracán en 1772 y cuya fecha exacta de construcción se desconoce. En el mismo año 1777, el pastor Kirkpatrick también pidió permiso al comandante neerlandés Johannes de Graaff para establecer oficialmente la Iglesia Anglicana en Saba antes de eso algunos locales usaban a la Iglesia reformada de los Países Bajos para celebrar sus bautizos.

Aunque la Iglesia católica es actualmente muy activa en Saba, no se estableció en la isla hasta bastante tarde. Uno de los primeros contactos incluye la visita de Père Labat en 1701. 

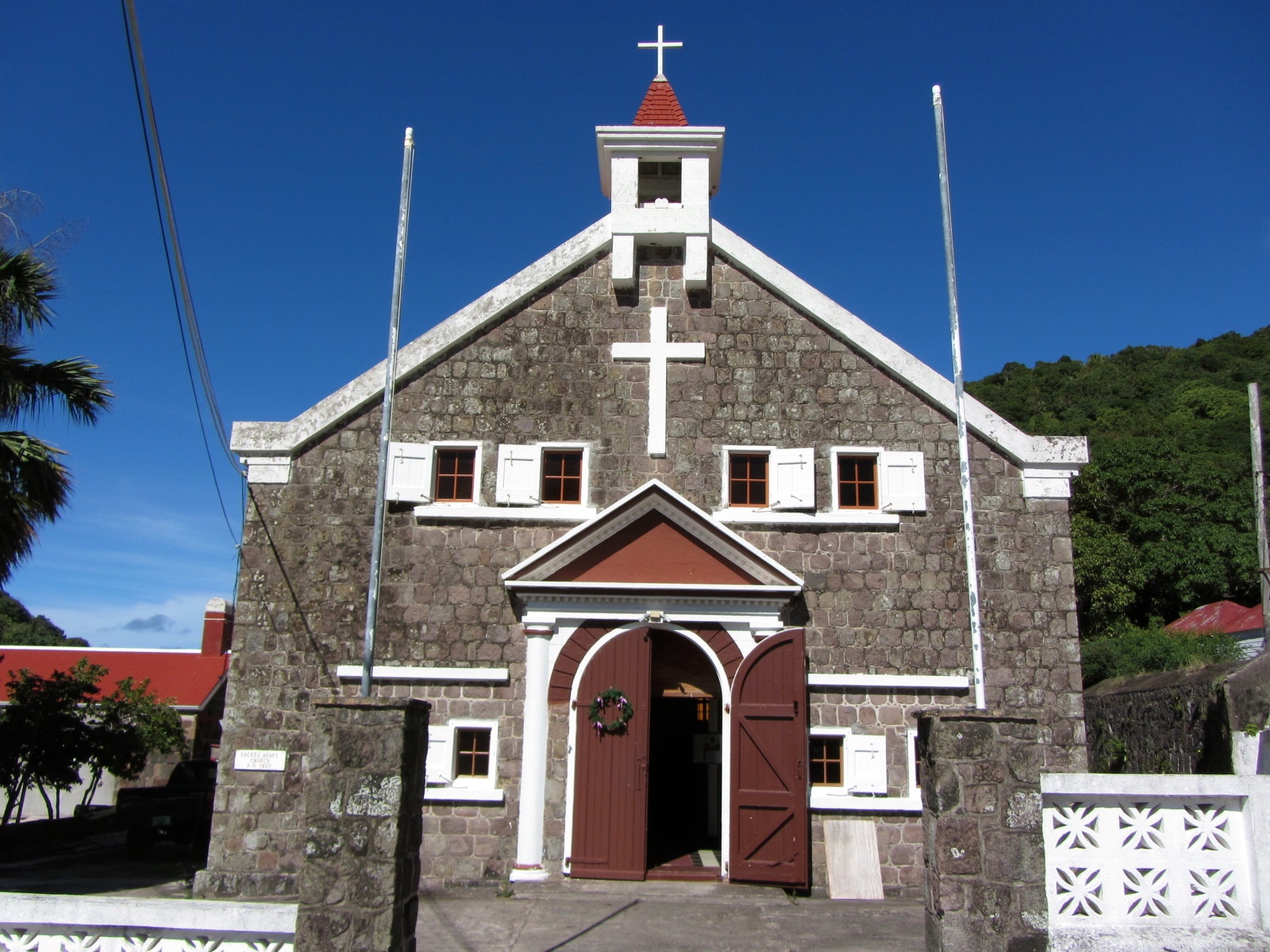
Iglesia católica del Sagrado Corazón en Saba

La isla fue visitada además por el prefecto apostólico de la Iglesia Católica para las Colonias Neerlandesas en el Caribe en 1836 Monseñor Martinus Niewindt, según su reporte no había ningún sacerdote católico para atender la Isla para ese momento. Regreso luego en mayo del mismo año con el sacerdote venezolano Manuel Romero que se había establecido en Curazao 1 año antes por razones políticas. La comunicación se hizo difícil al inicio porque ninguno de los 2 sacerdotes hablaba inglés, Romero hablaba solo español y Monseñor solo francés y neerlandés. En junio de 1836, se celebró oficialmente en Saba la primera misa católica en la Isla. Y 5 niños fueron presentados para ser bautizados.
La Iglesia católica más antigua de la que se tiene registro y que aun funciona en la actualidad es la iglesia de la Conversión de San Pablo en Windward que data de 1860.
La actividad misionera, la llegada de inmigrantes de otras partes de los Países Bajos y de otros territorios del Caribe y Europa hicieron de la Iglesia Católica la más importante hasta la actualidad representando casi la mitad de los creyentes.

## Economía
Durante los siglos XVII y XVIII, el azúcar y el ron eran los productos económicos más importantes; posteriormente, la pesca ganó en importancia. La extracción de azufre a finales del siglo XIX nunca fue rentable debido al difícil transporte a través del agitado mar y se abandonó al poco tiempo.

Los famosos encajes de Saba (Saba lace), llamados también Encaje español, han sido importantes productos de exportación. En los años 1870, la joven Mary Gertrude Hassell Johnson fue enviada a estudiar a un convento en Caracas, donde aprendió esta artesanía. La técnica se hizo popular en la isla, y las damas copiaban las direcciones de empresas estadounidenses de los contenedores de mercancías provenientes de ese país, y escribían a los empleados. A menudo recibían de vuelta pedidos del encaje, y esto inició una industria casera digna de consideración.

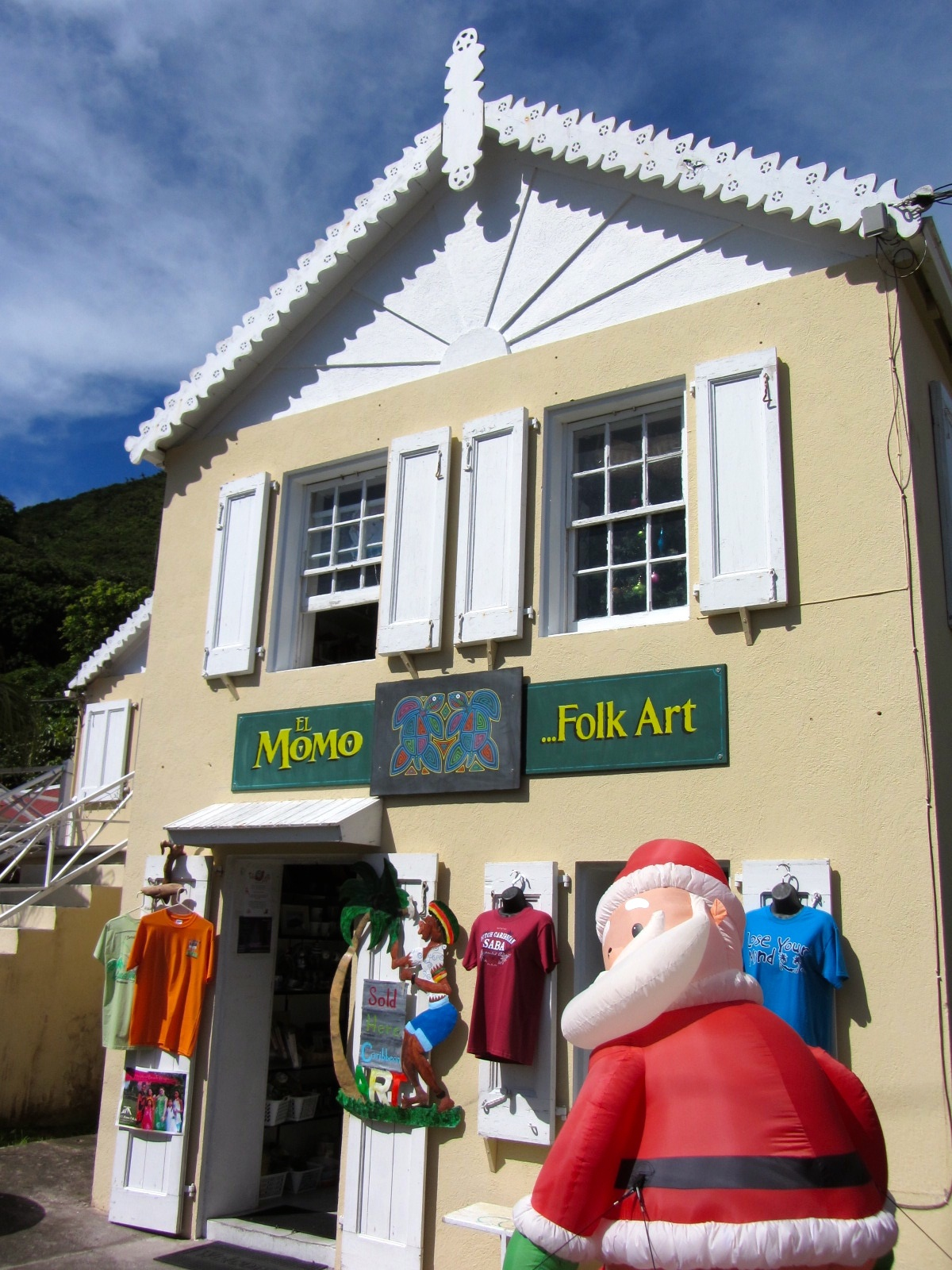
Tienda de arte popular El Momo (El Momo's Folk Art Store)

El camino principal, llamado simplemente The Road (El Camino) es la única vía de comunicación terrestre en la isla. Su construcción fue dirigida por Lambert Hassell, quien estudió construcción de caminos a través de un curso por correspondencia. El Camino se construyó enteramente a mano, y fue terminado en 1958. Es un curso intimidante, y las curvas en Hell's Gate y las que descienden desde The Bottom a Fort Bay son difíciles en extremo.
La isla de Saba es reconocida hoy como destino turístico, y como un sitio formidable para el buceo. Existe un puerto, recientemente ampliado (2006), y un diminuto aeropuerto con servicio desde San Martín. Hay también un transbordador que parte de San Martín.
El producto interior bruto nominal de Saba fue de 48 millones de dólares en 2018. La balanza comercial de la isla es fuertemente negativa; en 2020, las importaciones por valor de más de 21 millones de dólares fueron compensadas por exportaciones de solo unos 357 000 dólares.
La moneda usada es el dólar estadounidense desde el 1 de enero de 2011, cuando sustituyó al florín antillano como moneda de curso legal en la isla; la antigua moneda dejó de ser válida (en Saba) en ese mes.

### Turismo
El turismo es muy importante y se considera el pilar económico. Tras los huracanes Matthew (septiembre de 2016) e Irma (septiembre de 2017), el número de visitantes volvió a aumentar en 2019; hubo 8900 visitantes en avión, 6500 visitantes en ferry desde Sint Maarten y otros 1600 visitantes a bordo de cruceros más pequeños. La mayoría de los visitantes en avión proceden de Aruba, Curazao y San Martín (28%), Estados Unidos (25%) y la parte europea de los Países Bajos (18%) Saba cuenta con varios hoteles y un aeropuerto internacional; sin embargo, las instalaciones de despegue y aterrizaje están limitadas a las pequeñas aeronaves. La mayoría de los turistas son excursionistas de un día que llegan desde San Martín por la mañana, suben al volcán (1064 escalones) y vuelven a salir por la tarde. Además, Saba alberga varias escuelas de buceo. Adicionalmente, desde 1988 existe en la isla una facultad de medicina, la Escuela Universitaria de Medicina de Saba, que atrae a muchos estudiantes estadounidenses.

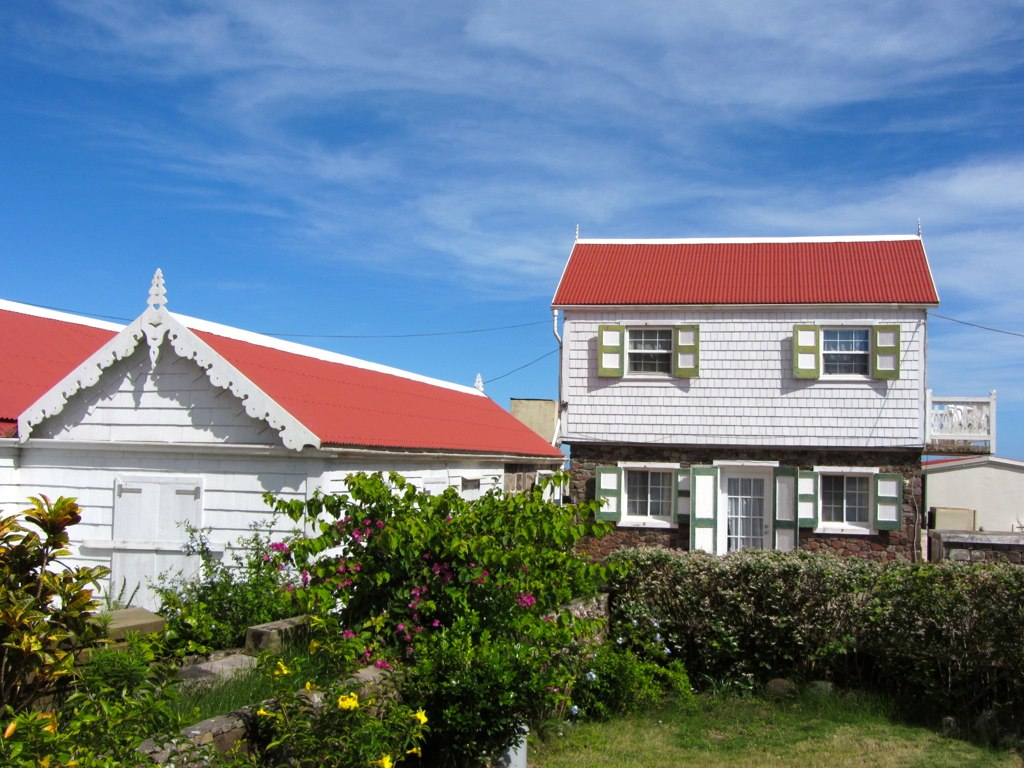
Casa en Windwardside con arquitectura clásica holandesa

En los años ochenta, era especialmente fácil obtener un permiso de conducir en Saba, que podía canjearse por un permiso de conducir neerlandés en los Países Bajos. Hasta 1993, había siete autoescuelas que garantizaban la obtención del permiso de conducir en una semana. Cuando los Países Bajos pusieron fin a esta posibilidad en 1993, la economía de Saba sufrió un gran golpe.
A Saba se le conoce como la Reina Inmaculada. La isla se conserva absolutamente limpia, merced a una cuadrilla de trabajadores que diariamente realiza la colecta de desperdicios en las ciudades principales y a lo largo de El Camino.

## Energía
Al igual que muchas islas del Caribe, Saba depende de la importación de combustibles fósiles, lo que la hace vulnerable a las fluctuaciones mundiales del precio del petróleo, que repercuten directamente en el coste de la electricidad. El suministro de electricidad depende de una central eléctrica de gasóleo que cubre el 60% de la demanda de la isla.
Según un informe de la Asociación Global de Estrategias de Desarrollo de Bajas Emisiones (LEDS GP), el Gobierno de Saba tomó la decisión de transformar la isla en una energía 100% sostenible para acabar con la dependencia de la electricidad generada por combustibles fósiles. Esta nueva política energética se define en el "Plan de desarrollo social 2014-2020" y en la "Estrategia del sector energético de Saba". Los objetivos intermedios son un 20% de electricidad renovable para 2017, que se alcanzó en 2018; y un 40% para 2020, que se espera alcanzar en marzo de 2019.

## Infraestructura

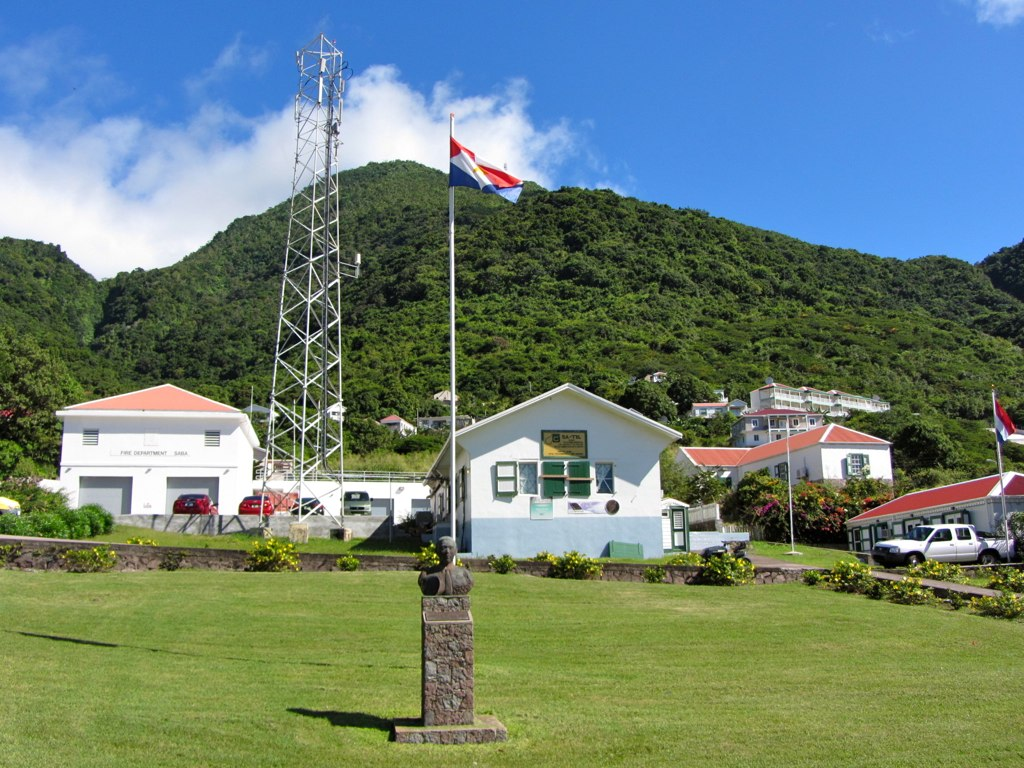
El parque central de The Bottom y el Departamento de Bomberos al fondo

La carretera principal "The Road", construida entre 1938 y 1958, tiene 14,5 km de longitud y atraviesa casi toda la isla. Actualmente hay más de 800 vehículos de motor registrados en la isla. Los habitantes del territorio utilizan vehículos incluso para los desplazamientos más cortos, por lo que a veces se produce un auténtico atasco en los pueblos de The Bottom o Windwardside.
Saba cuenta con un pequeño aeropuerto, el Juancho E. Yrausquin (código IATA SAB), construido a principios de los años 60 en la única llanura importante de la isla. El aeropuerto lleva el nombre del ministro de Finanzas y Asuntos Sociales, que había prometido el apoyo financiero del gobierno para construir el aeropuerto. La pista extremadamente corta del aeropuerto, de 400 metros, está considerada como una de las pistas de aterrizaje comerciales más cortas del mundo, lo que convierte el aterrizaje en Saba en una experiencia especial para los pasajeros. La compañía aérea caribeña Windward Islands Airways (Winair) vuela regularmente a Saba desde las islas vecinas de San Martín y San Eustaquio.
El puerto del muelle Leo A. Chance (que lleva el nombre de un ministro del gobierno de las Antillas Neerlandesas que aportó la financiación) en Fort Bay, inaugurado en 1972, cuenta con una conexión regular de transbordadores con la isla vecina de San Martín y ofrece amarres para barcos de vela y de motor. Desde 2010, la embarcación filial Erika, dada de baja por la Deutsche Gesellschaft zur Rettung Schiffbrüchiger (Sociedad Alemana para el Rescate de Náufragos), es utilizada por la organización local de salvamento marítimo Saba Sea Rescue, todavía bastante joven, en la a menudo tormentosa costa sur.

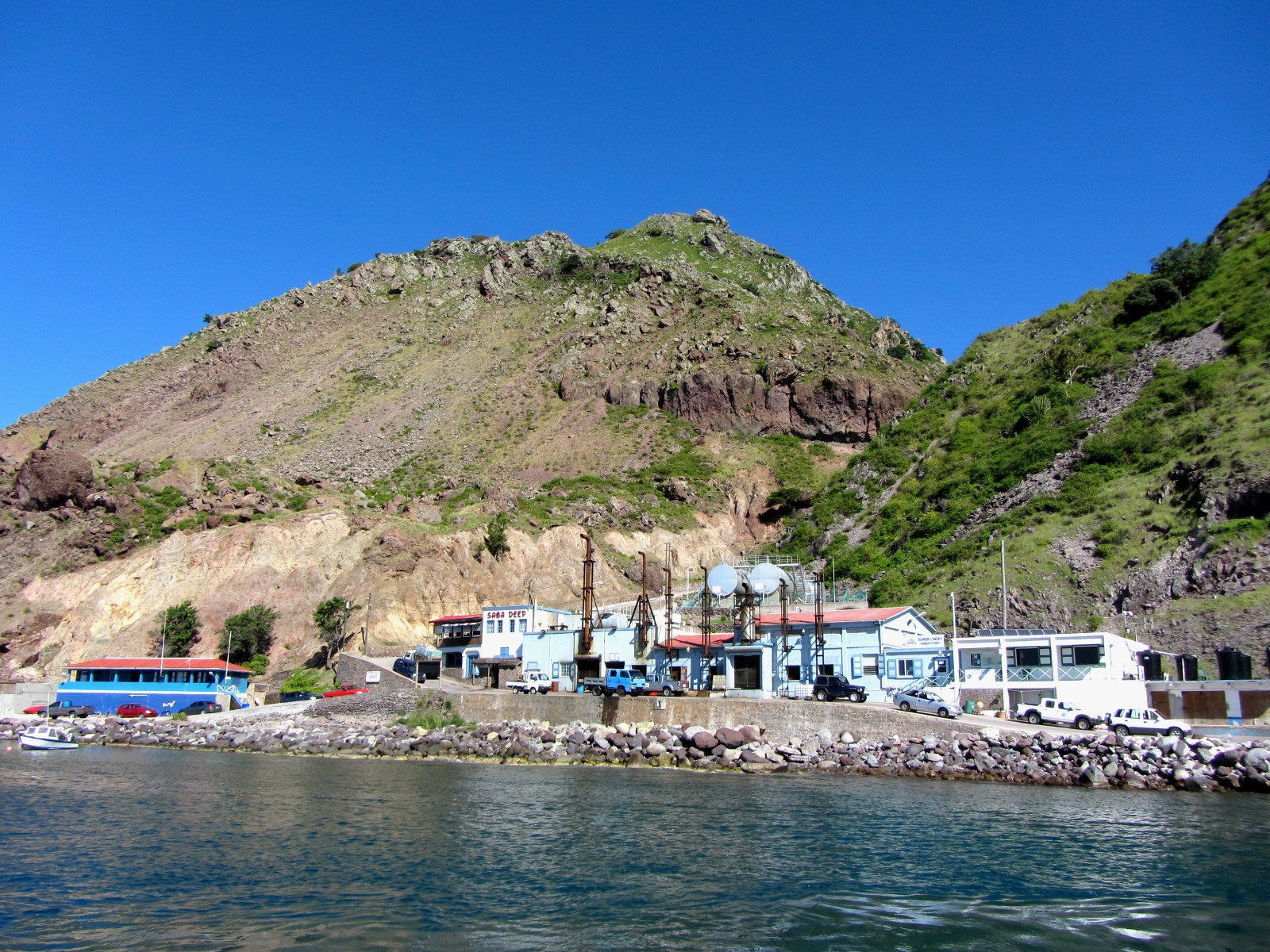
Planta de Tratamiento de Agua frente a la costa de Saba

El Centro Hiperbárico del parque marino de Saba, creado en 1980, ofrece atención médica de urgencia para accidentes de buceo con una cámara de descompresión para cuatro personas, también para las islas caribeñas de los alrededores.
El suministro de electricidad de la isla es responsabilidad de la Compañía Eléctrica de Saba (Saba Electric Company) desde 2012, Su central eléctrica, situada a unos 300 metros al norte del puerto de Fort Bay y puesta en marcha en 2016, tiene una capacidad instalada de 4,3 MW. Se producen algo más de 9 millones de kWh de electricidad al año; el porcentaje de energías renovables en la generación total de electricidad, que era solo de un 1% en 2017, podría aumentar ya a más del 25% en 2019 La central eléctrica de la Compañía Eléctrica de Saba está situada a unos 300 metros al norte del puerto de Fort Bay y fue puesta en marcha en 2016.

## Cultura
El estilo de vida en Saba es generalmente lento, con poca vida nocturna, incluso con la aparición de una industria de ecoturismo en las últimas décadas. Los habitantes de la isla están orgullosos de su historia de conservación del medio ambiente, y llaman a Saba "la reina virgen".
Las mujeres de Saba siguen fabricando dos productos tradicionales de la isla, el encaje de Saba y la especia de Saba. Saba Lace es un encaje cosido a mano, que las mujeres de la isla empezaron a fabricar a finales del siglo XIX y que se convirtió en un próspero negocio de venta por correo con Estados Unidos. Saba Spice es una bebida de ron, elaborada con una combinación de especias.
Como en otros lugares del Caribe y América, la población local celebra un carnaval anual. El Carnaval de Saba se celebra la última semana de julio e incluye desfiles, bandas de música, concursos y comida.

Otro acontecimiento que se celebra en la capital, The Bottom, es el "Día de Saba". Se trata de la jornada nacional de la isla, en la que todas las oficinas, escuelas y tiendas permanecen cerradas. La isla celebra su diversidad y cultura con muchas actividades y desfiles. En The Bottom se celebra un concierto en el campo deportivo al que acuden artistas locales y de otros países del Caribe. También se celebra un torneo de pesca de wahoo durante el Día de Saba, que atrae a barcos de islas vecinas como San Martín, San Eustaquio y San Bartolomé.

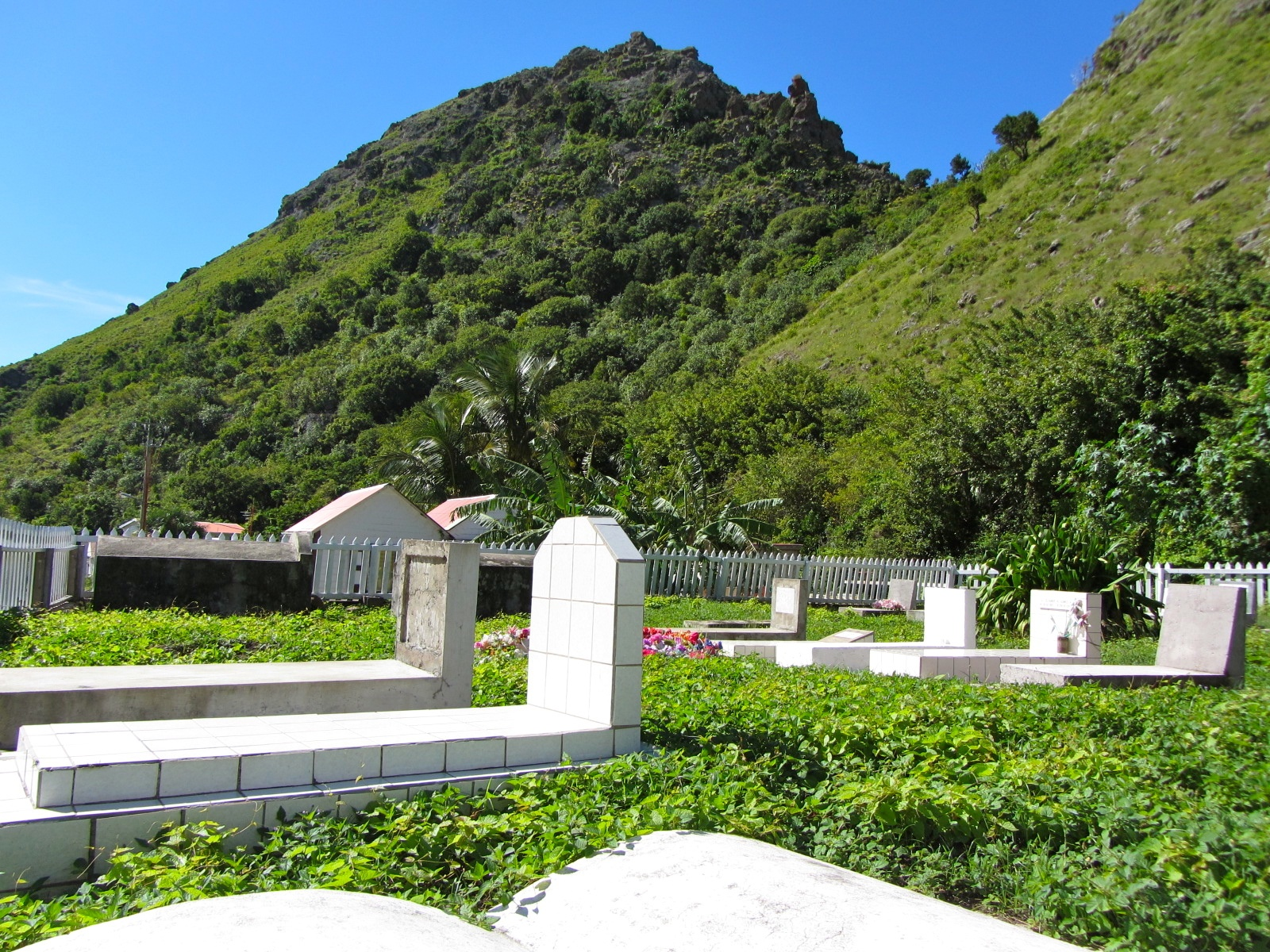
Cementerio de The Botton, Saba

Hay una emisora de radio en Saba, "Saba Radio", que emite en 93.9 FM y 1410 AM.
Hay un periódico en Internet en Saba, Saba News, que publica noticias locales y del resto del Caribe neerlandés.

### Museos
El Museo Neerlandés de Saba, en Windwardside, cuyas colecciones incluyen antigüedades holandesas únicas en el Caribe, que datan de hace 150 a 400 años (miniaturas, encajes, pinturas, tapices persas, etc).
El Museo Harry L. Johnson, en Windwardside, cuenta con exposiciones que incluyen colecciones del siglo XIX y principios del XX, como fotografías de época de la realeza holandesa, el primer teléfono de Saba, un piano Steinway y un antiguo horno de piedra, así como objetos procedentes de yacimientos arqueológicos de los nativos americanos de la isla.
El Museo Major Osman Ralph Simmons de The Bottom, fundado por el Major Osmar Ralph Simmons, antiguo policía de la isla durante más de 40 años, conserva y expone objetos que encontró en la isla.

### Deporte
La Selección de fútbol de Saba es el equipo representativo de ésta isla (parte de las Antillas Neerlandesas) en las competiciones oficiales. No pertenece a la FIFA, ni a la Concacaf.